# Lenguas del Imperio romano

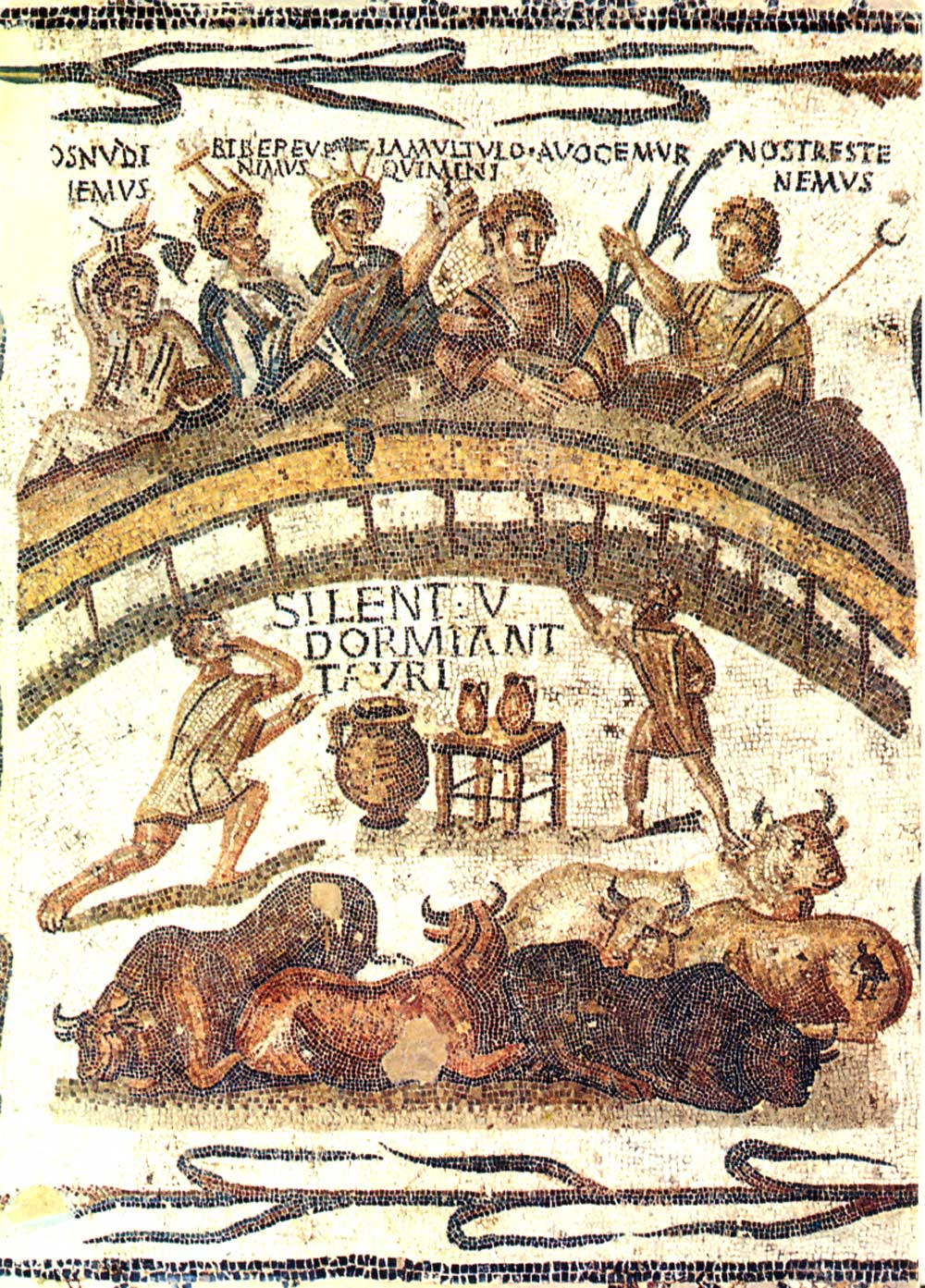
Mosaico satírico de la primera mitad del siglo encontrado en Tisdro (actual El Jem), en lo que era la África Proconsular, que recuerda una historieta, donde ni siquiera faltan los globos escritos en latín:3
[N]OS NUDI [F]IEMUS: Nos vamos a quedar desnudos
BIBERE VENIMUS: A beber venimos
IA[M] MULTU[M] LOQUIMINI: Ahora habláis mucho
AVOCEMUR: Vamos a ser llamados
NOS TRES TENEMUS: Tenemos tres (¿rondas?)
SILENT[I]U DORMIANT TAURI
"

El latín y el griego fueron las principales lenguas en el Imperio Romano, pero hubo otros idiomas que también tuvieron relevancia a nivel local. La lengua materna de los antiguos romanos era el latín, que servía como "lengua de poder" y era muy usada en todo el Imperio romano, en particular por los militares, por la administración y por los tribunales de Occidente. Después de haber sido concedida la ciudadanía romana a todos los habitantes nacidos libres del imperio, en el 212 d. C., pasaron a ser muchos los ciudadanos romanos que no hablaban latín, aunque supuestamente debían tener un conocimiento al menos simbólico de esa lengua, la cual continuó siendo una marca de la "romanidad".
El griego koiné se había convertido en una lengua franca en el Mediterráneo oriental y en Asia Menor como consecuencia de las conquistas de Alejandro Magno en el siglo IV a. C. La frontera lingüística que dividía el occidente latino y el oriente griego pasaba por la península de los Balcanes. Los romanos cultos, particularmente los de la élite gobernante, estudiaban griego y frecuentemente adquirían una gran fluidez en esa lengua, la cual era útil para las comunicaciones diplomáticas en Oriente, incluso más allá de las fronteras del imperio. El uso internacional del griego fue una de las condiciones que posibilitó la expansión del cristianismo, lo que es patente, por ejemplo, en la elección del griego como lengua en que se escribieron las epístolas de San Pablo y su uso en los concilios ecuménicos. Con la disolución del imperio en Occidente, el griego pasó a ser la lengua dominante del Imperio romano de Oriente, modernamente llamado por algunos historiadores como Imperio bizantino.
Debido a que la comunicación en las sociedades de la Antigüedad es predominantemente oral, es difícil determinar hasta qué punto las lenguas regionales o locales continuaron siendo habladas o usadas para otros propósitos bajo el dominio romano. Hay algunas menciones a otras lenguas en inscripciones y en textos griegos y romanos, así como en la necesidad de intérpretes. En lo que se refiere al púnico, al copto, al arameo o al siríaco, ha llegado a nuestros días una cantidad significativa de registros epigráficos y literarios. Las lenguas celtas estaban extendidas por gran parte de Europa occidental y, a pesar de la oralidad de la cultura celta, motivo por el cual hay pocos registros escritos, existen algunas inscripciones que, no siendo abundantes, tampoco son raras. Las lenguas germánicas del imperio prácticamente no dejaron huellas epigráficas o textuales, a excepción del gótico. La existencia de muchas lenguas contribuyó a la "triangulación cultural" por la que quien no fuera griego ni romano podía construir una identidad a través de procesos de romanización y helenización.
Después de la descentralización del poder político en la Antigüedad tardía, el latín se desarrolló a nivel local en sus respectivas provincias y en diversos grupos hasta convertirse en las lenguas romances tales como el portugués, el español, el catalán, el francés, el italiano o el rumano, entre otros. A principios del siglo XXI, la primera o segunda lengua de más de mil millones de personas derivaba del latín. El latín propiamente dicho permaneció como un medio de expresión internacional en la diplomacia y desarrollo intelectual, identificado con el humanismo del Renacimiento hasta el siglo XVII. Todavía es empleado en la actualidad en derecho y por la Iglesia Católica.

## Lenguas principales

### Latín

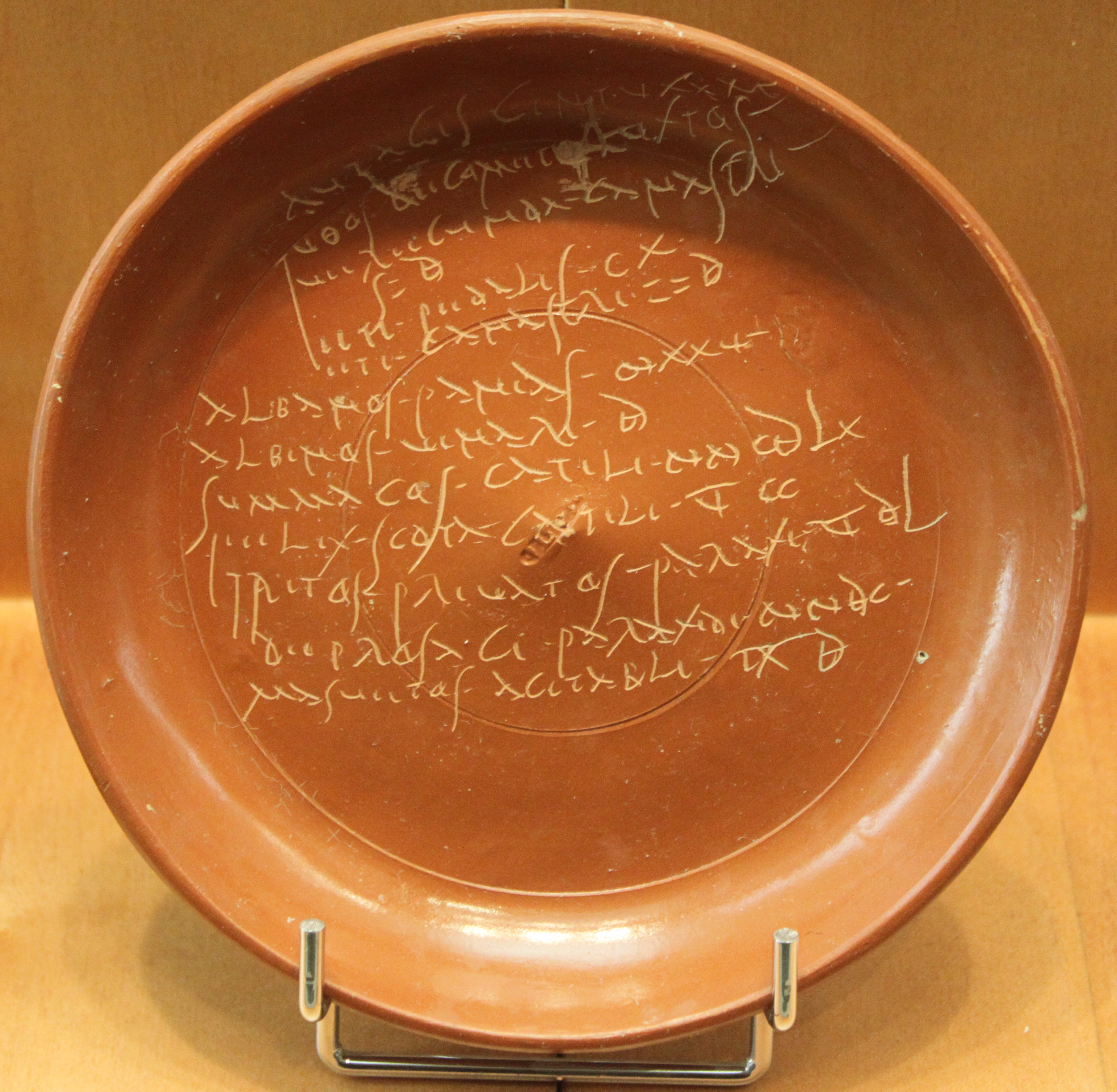
Latín en cursiva en terra sigillata de La Graufesenque en la Galia romana

El latín fue la lengua de los romanos desde el período más antiguo conocido. El poeta romano Virgilio (70 a. C.-19 a. C.) subraya que el latín era una fuente de la unidad y de la tradición romana durante el reinado del primer emperador romano, Augusto (27 a. C.-14 d. C.). En su obra épica, la Eneida, sobre la fundación de Roma, el dios supremo Júpiter ordena que los refugiados troyanos que se establecieron en Italia usen la lengua de los nativos latinos como forma de unificación - mantendrán el habla (sermo) y las costumbres de los sus padres [...] y yo los haré a todos latinos con un modo de expresión ("uno ore", literalmente: "con una boca") -. Los emperadores de la dinastía Julio-Claudia (27 a. C-68 d. C), que se reclamaban descendientes del héroe virgiliano Eneas, promovieron patrones elevados de latín (latinitas), un movimiento lingüístico identificado modernamente como latín clásico, además de favorecer el latín en la burocracia oficial y los negocios.
El latín se convirtió en la lengua de muchas zonas conquistadas e intensamente romanizadas, especialmente en Europa occidental, porque las poblaciones locales comenzaron a hablarlo y no porque hubiera habido expulsión de personas por los hablantes del latín. El latín no era impuesto oficialmente a las personas que vivían bajo el dominio romano. Agustín de Hipona observó que los romanos preferían que el latín fuera adoptado per pacem societatis, o sea, a través de un pacto social. Esta política con respecto a la lengua contrastaba con la de Alejandro, que quiso imponer el griego en todo su imperio como lengua oficial. Saber latín no era un requisito para la ciudadanía romana y no había escuelas soportadas por el estado que privilegiar el latín como medio de educación. Sin embargo, era conveniente ser fluente en latín debido a su elevado valor cultural, político, legal, social y económico. El latín era obligatorio en el servicio imperial y era la lengua usada en el funcionamiento interno del gobierno. Los edictos y comunicaciones oficiales del emperador eran en latín, incluyendo la reglamentación de leyes locales, aunque pudieran estar escritas en otra lengua. Sin embargo, los datos demográficos sugieren que de los cerca de 50 millones de habitantes (las estimaciones van entre 40 y 60 millones dependiende de las épocas), las regiones intensamente romanizadas donde más tarde florecieron las lenguas romances, no rebasan el 50%, por lo que el número de hablantes de latín debió oscilar entre 15 y 25 millones de hablantes.

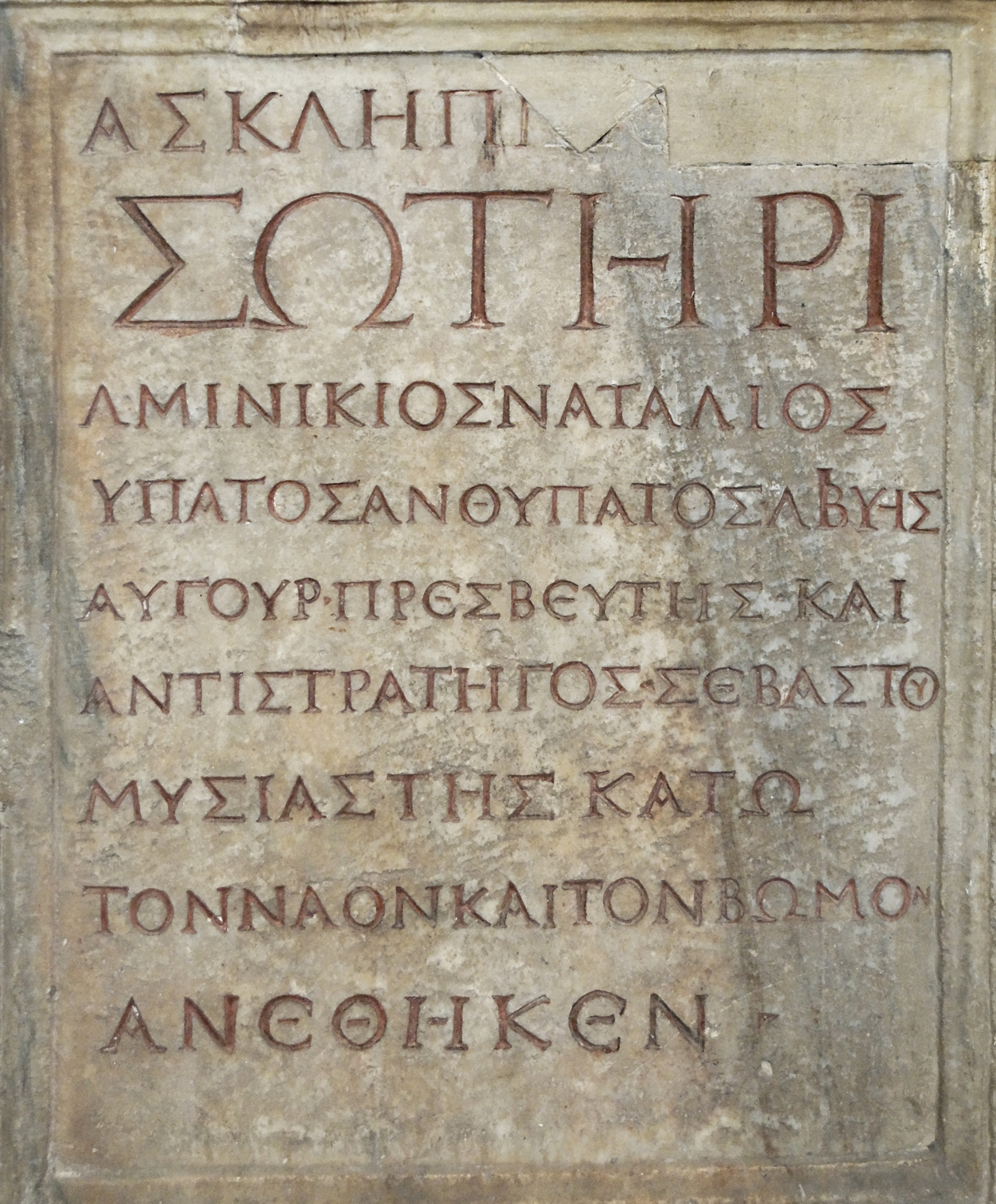
Altar en mármol dedicado a Asclepio por Lucius Minucius Natalis, cónsul 133 d. C-134 d. C.

Los romanos daban un gran valor a la palabra escrita, como se puede constatar por su obsesión por la documentación y las inscripciones públicas. La burocracia imperial era tan dependiente de la escritura que el talmud babilónico declaraba que «si todos los mares fueran tinta, todas las cañas eran plumas, todos los cielos pergamino y todos los hombres escribas, ellos serían incapaces de responder a todas las exigencias del gobierno romano Las estimaciones de la tasa de alfabetización media en el imperio varían entre el 5 y el 30% o más, dependiendo de la definición de "alfabetización". El hecho del estado no intervenir en la educación era una barrera para la alfabetización, pues la educación formal solo era accesible a los niños cuyos padres tenía medios para pagarla.
Los certificados de nacimiento y testamentos de los ciudadanos romanos eran obligatoriamente escritos en latín hasta el reinado de Alejandro Severo (222 d. C-235 d. C). Los romanos analfabetos recurrían a alguien, como los escribas del gobierno (scriba), para leer o escribir sus documentos oficiales. Las leyes y los edictos se publicaban por escrito y también se anunciaban oralmente. El arte público y las ceremonias religiosas eran formas de comunicar la ideología imperial, independientemente de la lengua hablada o de la capacidad de lectura. Los artistas griegos llevaron a Roma una forma primitiva de danza narrativa (pantomimo) que se hizo popular por todo el imperio multilingüe, en parte porque se basaba más en gestos que en la expresión verbal.
El latín fue la lengua oficial del ejército romano hasta mediados del siglo VI y permaneció la lengua más común para uso militar, incluso en el Imperio de Oriente, hasta la década del 630 d. C. Por el contrario, sólo hay registro de dos obispos haber hablado latín en los concilios ecuménicos realizados durante el reinado de Teodosio II (408 d. C-450 d. C).

### Griego
A raíz de las conquistas de Alejandro Magno en el siglo IV a. C., el griego koiné se convirtió en la lingua franca del Mediterráneo Oriental y de Asia Menor. Luciano de Samósata va al punto de imaginar que el griego es la lengua universal de los muertos en el mundo inferior. En la antigüedad tardía, el griego era el idioma hablado por la mayoría de los habitantes de la península e islas griegas, de las ciudades más grandes de Oriente, de Anatolia occidental y de algunas zonas costeras en el Mediterráneo Oriental. El griego persistió como la lengua del Imperio romano de Oriente y evolucionó hacia una variante distinta de la clásica, el griego medieval, que daría origen al griego moderno estándar y otras forms de griego no estándar modernas..
Las regiones donde el griego debió ser la lengua dominante representan según estimaciones demográficas entre un 35% y un 40% de la población del imperio. Aunque en esas regiones siguieron existiendo otras lenguas regionales. Parece probable que durante la época imperia existían más hablantes de griego que de latín. Esto se debe a que en muchos centros urbanos el griego llevaba siglos consolidándose como lengua franca. En la zona oriental también fueron importantes el arameo en Oriente Medio y el copto en Egipto, ambas regiones suponían cerca del 20% de la población del imperio.

### Bilingüismo greco-latino y traducción

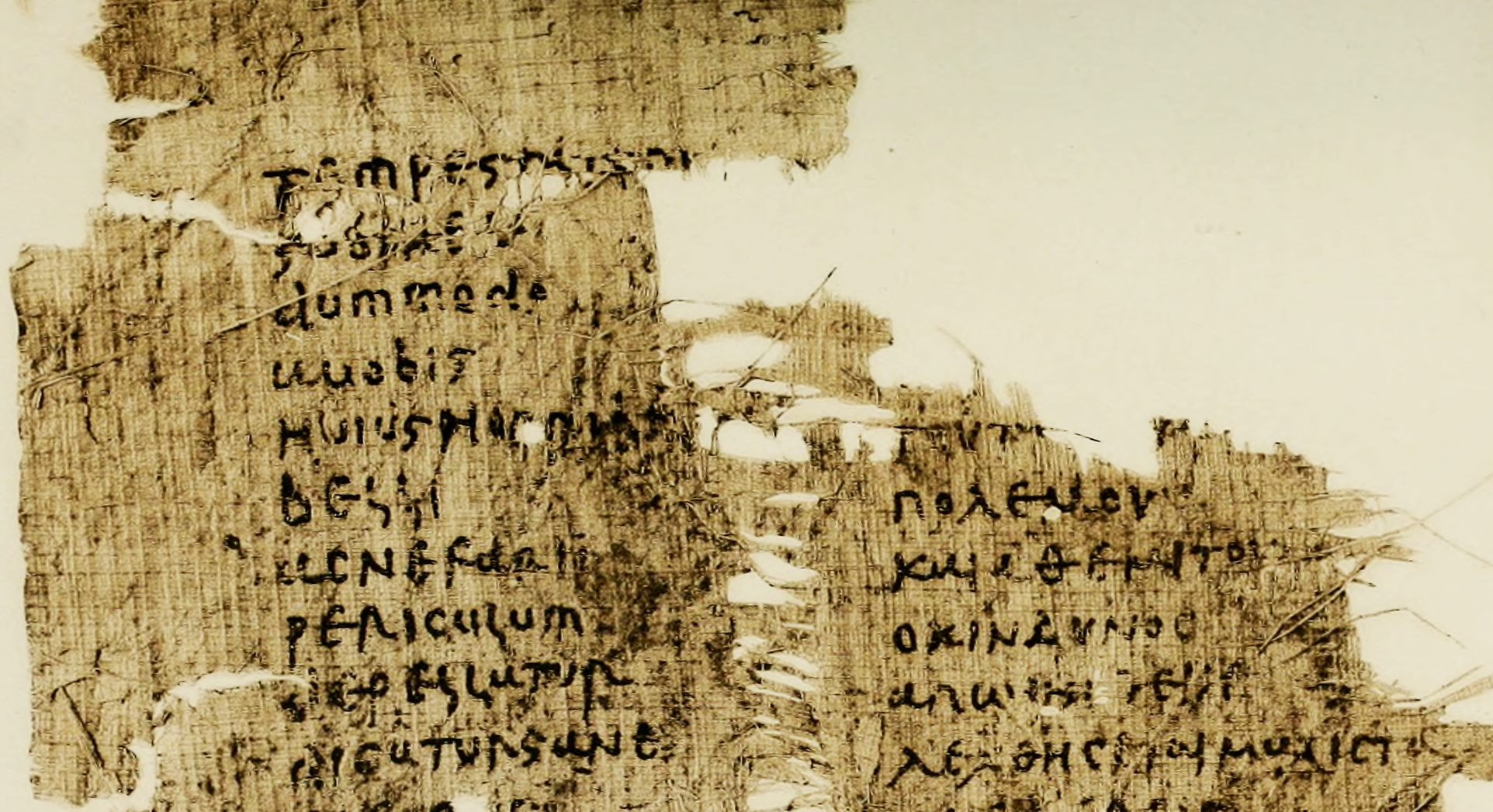
Papiro escrito en dos idiomas, griego y latín, con uno de los discursos de Cicerón

A pesar del latín ser presentado por Virgilio como una fuente unificadora de identidad, el bilingüismo en griego tuvo un papel primordial en la tradición literaria romana. Los romanos que recibían una educación de élite, estudiaban griego como lengua literaria y muchos de los miembros de la clase gobernante sabían hablar griego. Un desultor litterarum, literalmente: "acrobacia literaria", figura característica del medio cultural conocido como Segunda Sofística, era alguien que tenía la capacidad de saltar de atrás hacia adelante entre las dos lenguas. Por su parte, aquellos para quienes el griego era la lengua materna y pertenecía a la elite intelectual eran capaces de practicar crítica literaria de textos en latín.
El emperador Claudio (41 d. C-54 d. C) intentó limitar el uso del griego y en cierto momento llegó a revocar la ciudadanía de quien no hablara latín. Sin embargo, él mismo ostentaba su bilingüismo hasta cuando se dirigía al senado romano, cuando se comunicaba con embajadores que hablaban griego. Suetonio cita a Claudio refiriéndose a las "nuestras dos lenguas" y de cómo tenía dos secretarios imperiales, uno para el griego y otro para el latín. La interpretación de las dos lenguas del día a día se indica mediante inscripciones bilingües, que a veces mezclan las dos lenguas. Por ejemplo, el epitafio de un soldado que hablaban griego podía ser escrito principalmente en griego, pero con su puesto y unidad militar escritos en latín.
En el Imperio de Oriente, las leyes y documentos oficiales eran regularmente traducidos al griego a partir del latín. Ambas lenguas eran usadas activamente por funcionarios gubernamentales y por la iglesia durante el siglo V. A partir del siglo VI, la cultura griega pasó a ser estudiada en Occidente casi exclusivamente a través de traducciones en latín. En textos griegos de la Antigüedad Tardía y período bizantino es frecuente el uso de términos prestados del latín para los términos técnicos.

### Movimiento de reforma lingüística

Mapa de las lenguas regionales del Imperio alrededor del año 150 d. C.

El aticismo fue una moda de la Segunda Sofística. Intelectuales como Elio Aristides procuraron restaurar los patrones del griego clásico característico del dialecto ático, representado por Tucídides, Platón, Demóstenes y otros autores del período clásico. Estilistas de prosa que aspiraban al aticismo intentaron evitar los vulgarismos del koiné, un objetivo impracticable, pero este purismo lingüístico reflejó igualmente el florecimiento de gramáticos y lexicógrafos en el siglo II. El conocimiento de la lengua y de la literatura contribuyó a preservar la cultura helenística en el mundo romano.
En el marco de la reforma agraria, el emperador Diocleciano (284 d. C.-305 d. C.) intentó reforzar la autoridad del latín y la expresión griega ἡ κρατοῦσα διάλεκτος (hē kratousa dialektos), "dialecto del estado", atestiguando la continuidad del estatus del latín como la "lengua del poder". El académico del siglo IV Libanio creía que el latín causaba el declive de la calidad de la retórica en griego. A principios del siglo VI, el emperador Justiniano emprendió un esfuerzo quijotesco para imponer nuevamente el latín como lengua de ley, aunque en ese tiempo el latín ya no tenía relevancia como lengua viva en Oriente.

## Lenguas regionales
El predominio del latín y el griego en la elite letrada puede haber oscurecido la continuidad de otras lenguas habladas, pues todas las culturas del Imperio Romano eran esencialmente orales. En áreas donde el siríaco, el copto, el hebreo y el arameo eran hablados, esos idiomas coexistieron con el griego.

### Arameo y Siríaco

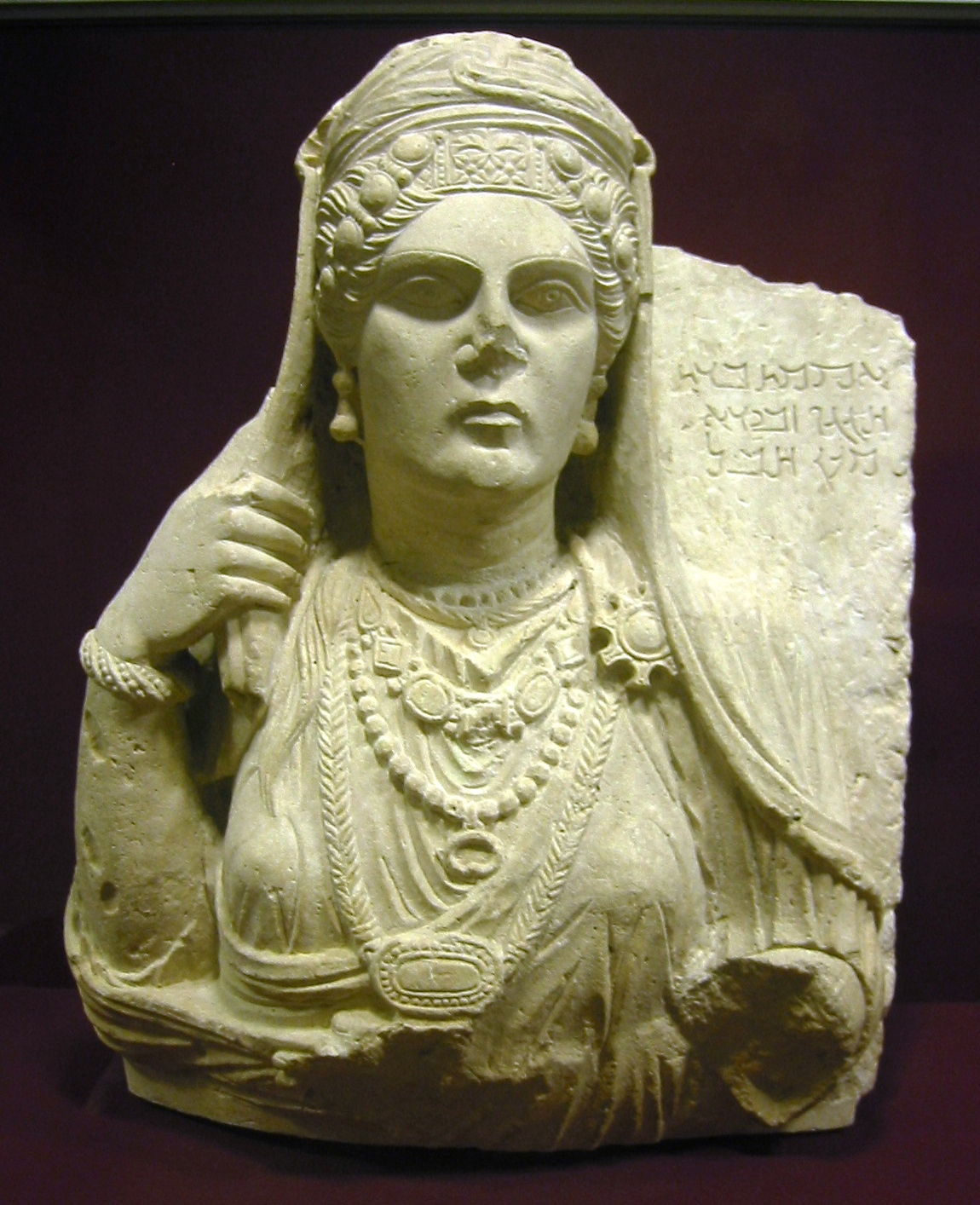
Busto funerario (siglo) de Acmat, una mujer siria, con una inscripción en el dialecto palmirense del arameo

El arameo, con varios dialectos, era la principal lengua en Siria y Mesopotamia. El siríaco se utilizaba en la región de Antioquía, una de las tres ciudades más grandes del imperio, en particular por los cristianos. La literatura siríaca es conocida a partir del final del siglo II, diseminada por la comunidad cristiana de Edessa. La literatura siríaca primitiva era producida en un medio intelectual mayoritariamente griego hasta el siglo IV, pero se distinguía por el uso de un simbolismo rico y formas en verso, habiendo influenciado a escritores en griego como Eusebio, Basilio y Teodoreto. Entre las obras más antiguas de la literatura siríaca se encuentran el Dionisio de Tatiano y traducciones de partes de la Biblia.
El prolífico académico siríaco Bardaisan sabía griego y envió a su hijo a estudiar en Atenas, pero optó por escribir en su lengua materna. Además de homilías siríacas y tratados, Bardaisan escribió 150 himnos. Otra literatura siríaca de ese tiempo incluye tratados cristianos, diálogos y actos apócrifos. Cierta literatura siríaca presenta elementos gnósticos y contribuyó a la diseminación del maniqueísmo. Del siglo V en adelante, incluye escritos monofisitas y nestorianos.
También se realizaron obras del autor siríaco Efrén de Siria traducidas al griego. El satirista y retórico Luciano de Samósata era natural de aquella ciudad en la provincia romana de Siria; a pesar de escribir en griego, se llama a sí mismo sirio y una referencia a él como "bárbaro" sugiere que también hablaba siríaco.
Soldados de Palmira llegaron a usar su dialecto de arameo en inscripciones, lo que constituye una notable excepción a la regla de que el latín era la lengua de los militares.

### Copto

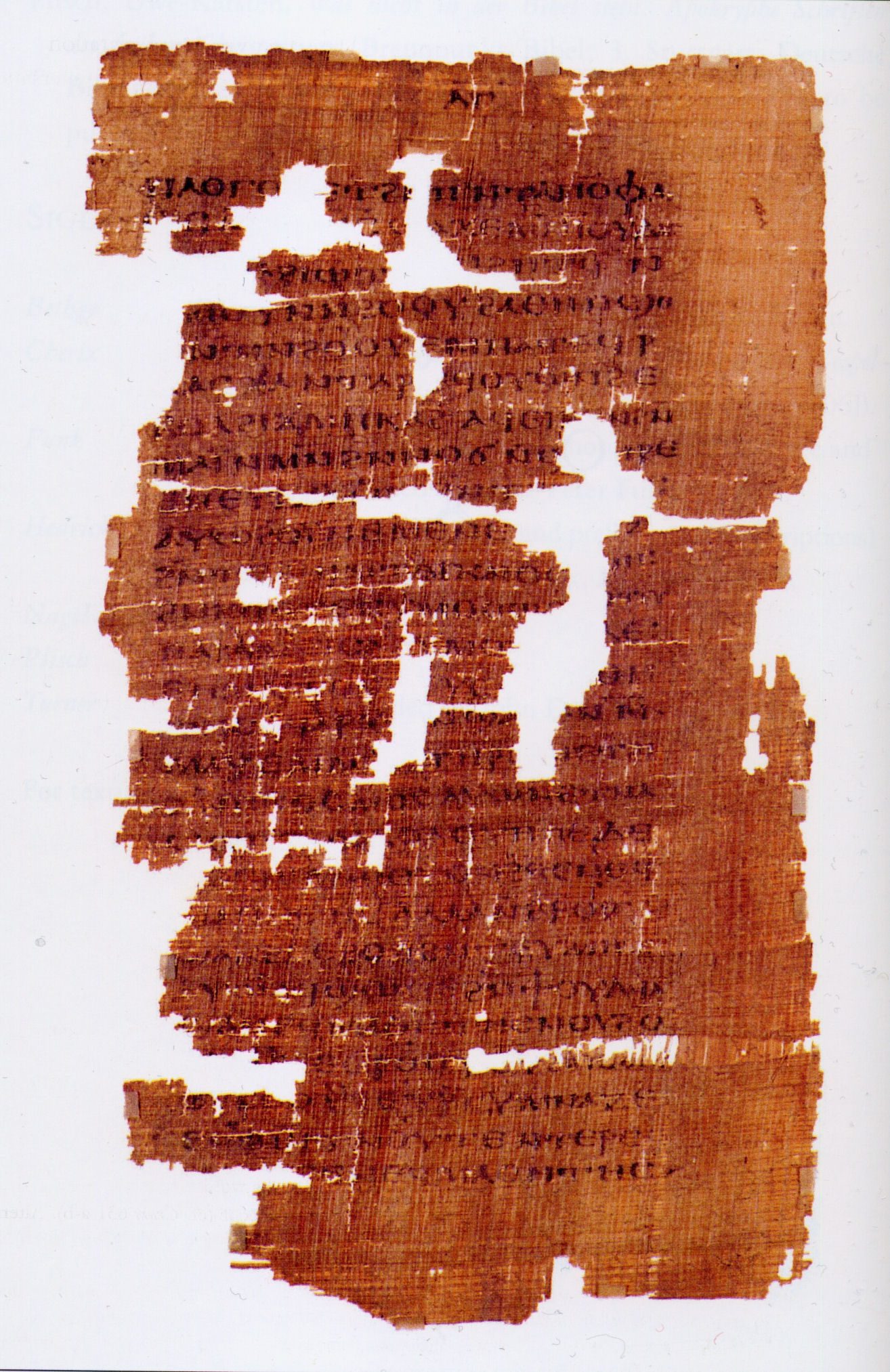
Primera página del Evangelio de Judas en el Códice Tchacos, en copto (siglos y d. C.)

Copto es la designación moderna para las formas del antiguo Egipto que se desarrolló durante la Antigüedad Tardía. El copto escrito como lengua literaria parece haber resultado de un esfuerzo consciente entre la clase letrada de Egipto para revitalizar su patrimonio cultural.
En el siglo IV existía un sistema de escritura copto basado en el alfabeto griego con caracteres adicionales del egipcio demótico para reflejar la fonología egipcia, que se encuentra en documentos escritos en varios dialectos, como boáirico antiguo, faiúmico, acmímico y saídico. En ese momento el copto emergió como una lengua literaria completa, la cual fue usada en traducciones de obras literarias griegas, textos litúrgicos y obras patrísticas. Entre los siglos IV y VII fueron escritas en copto, sobre todo en el dialecto saídico, varias obras originales como homilías, hagiografías, reglas monásticas, epístolas y exhortaciones. Como sistema de escritura, el copto se utilizaba para actividades cotidianas, como inventarios y transacciones de bienes mobiliarios, así como en poesía. En la década del 640 d. C., cuando Egipto se quedó bajo el dominio árabe, los cristianos coptos constituían la mayoría de la población. A finales del siglo VII los textos jurídicos pueden haber sido escritos en copto -por ejemplo, hay un protocolo bilingüe greco-árabe con una mención a Mahoma que precede un documento enteramente escrito en copto que evoca a la Trinidad.

### Púnico
El púnico, la lengua semítica de los cartagineses, continuó siendo usada en el Norte de África durante el período imperial. Antes de la conquista romana en el año 146 a. C., casi todas las inscripciones púnicas eran votos dedicados a las divinidades Tanit y Baal Hammon, o conmemoraciones fúnebres, pero durante el período romano hay una mayor variedad de temas, usando neo-púnico, a menudo con textos en latín, o griego en paralelo. Una ocurrencia notable de inscripción neo-púnica se encuentra en el templo de Roma y Augusto de Leptis Magna, construido entre el 14 d. C. y el 19 d. C. Cada parte de esa inscripción es profundamente romano en todos los aspectos.

Una de las inscripciones neo-púnicas más tardías en monumentos data del reinado de Domiciano (81 d. C.-96 d. C.). No se conocen inscripciones de escritura púnica en piedra posteriores al siglo II o III. En los siglos IV y V el púnico se escribía usando el alfabeto latino.
El púnico se hablaba al más alto nivel de la sociedad. El emperador Septimio Severo (193 d. C.-211 d. C.) era natural de Leptis Magna y hablaba púnico como hablaba latín y griego, mientras que su hermana dominaba muy mal el latín. San Agustín (354 d. C.-430 d. C.), otro norte-africano, menciona el púnico varias veces; él observó que el púnico estaba relacionado con el hebreo y el siríaco y sus conocimientos de la lengua de los cartagineses lo ayudó a percibir palabras semíticas de la Biblia transliteradas.

### Céltico

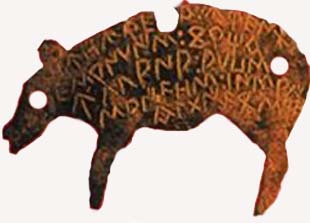
Inscripción celtibérica en una tessera hospitalaria del período republicano encontrado en Uxama. Actualmente en el Museo Numantino de Soria

Las lenguas celtas existentes al inicio del período imperial incluían el galo, hablado en la Galia (actualmente Francia, Bélgica y Suiza); celtibérico en algunas partes de Hispania (ahora Portugal y España); el británico en Britania; y el gálata, una rama del celta llevado a Anatolia por las invasiones galas del siglo III a. C. El topónimo griego Galacia deriva de gálatas (galatai), la designación griega de galos o celtas. Hay registro de palabras prestadas del galo en latín, las más antiguas del 239 a. C. al 169 a. C., debido a la existencia de pueblos celtas en la península itálica. En la Antigüedad Tardía algunos términos galos habían quedado tan latinizados que su origen celta ya no era reconocible.
El celtibérico se documenta como lengua escrita solo después de los contactos con los romanos en el siglo II a. C. De las 103 inscripciones celtibéricas conocidas, 30 en escritura ibérica son signos de hospitalidad (tessera hospitalarias), 20 de ellas con formas de animales. La costumbre social de pedir apoyo mutuo entre familias o comunidades era compatible con el concepto de hospitium de la cultura romana, por lo que los celtíberos continuaron produciendo esos símbolos, aunque habían pasado a usar el latín a partir del siglo II d. C. Durante el reinado de Augusto, el territorio de los celtiberos pasó a formar parte de la provincia de Tarraconense. El celtibérico escrito no deja de aparecer al principio de ese reinado, si no antes.
Varias referencias al galo en la Antigüedad Tardía pueden indicar que continuó siendo hablado. Ireneo, obispo de Lugduno (actual Lyon) a partir del 177 d. C., lamenta que tener que comunicarse con sus parroquianos en la "lengua bárbara" de estos, probablemente galo. El jurisconsulto Ulpiano (170 d. C.-228 d. C.) menciona la necesidad de reconocer los contratos verbales galos. El hombre Lampridio relata que una druida hizo una profecía en galo al emperador Alejandro Severo (222 d. C.-235 d. C.). San Jerónimo (331 d. C.-420 d. C.), observa que los galos tréveros de la Galia Bélgica hablaban una lengua "más o menos igual" a la de los gálatas (de Anatolia). La colección de recetas farmacológicas de Marcelo de Burdeos (finales del siglo IV o principios del siglo V) contiene varias palabras galas, principalmente nombres de plantas, lo que parece una indicación de que la lengua permaneció en uso por lo menos para algunos propósitos, como la medicina tradicional y la magia. Sulpicio Severo (363 d. C.-425 d. C.), de la Galia Aquitania, habla del bilingüismo latino-galo, con el galo como primera lengua. Otras menciones a personas que "hablan de manera gala" o algo similar pueden referirse a hablar latín con una pronunciación regional gala.

### Germánico

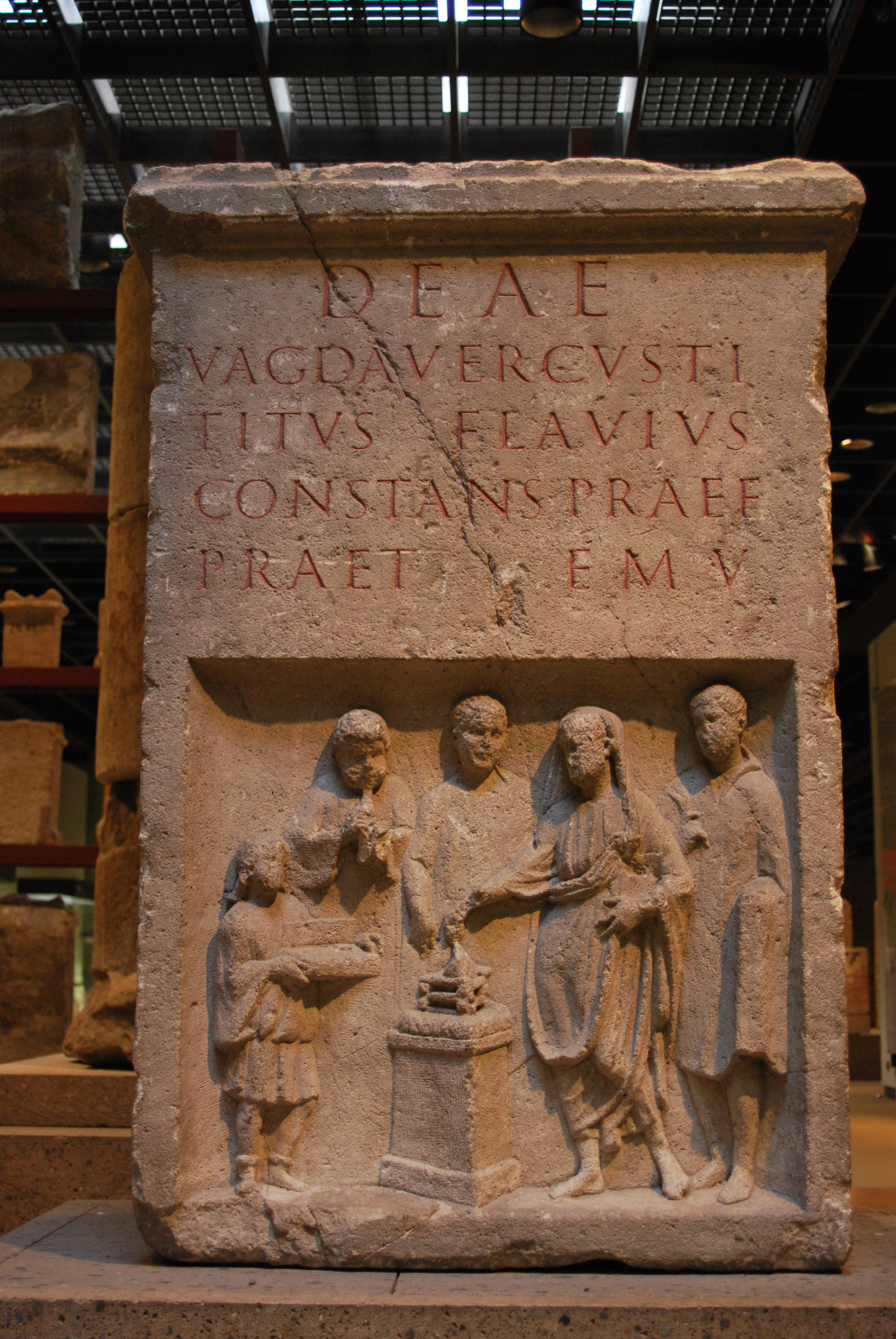
Escena de sacrificio romano en un altar con dedicación latina a la diosa celta o germánica Vagdavercustis, inaugurada por el alcalde del pretorio en el siglo 165 d. C. en Colonia Ubiorum (Colonia, Alemania)

Casi no hay registros sobre las lenguas germánicas habladas en el imperio, a excepción del gótico. Hay una frase en esta lengua citada en un dístico elegíaco de la "Antología latina" y las partes sustanciales de los Evangelios se tradujeron al gótico y se preservaron en el Códice Argénteo, una obra del siglo VI. Mientras que el latín asimiló por préstamo algunas palabras germánicas, la influencia lingüística en el sentido contrario fue mucho más fuerte.. La rama germánica oriental se separó hacia el siglo II a. C., mientras que germánico occidental y la germánica nórdica están claramente diferenciadas a partir del siglo II d. C. Por tanto, durante el bajo imperio podría hablarse de al menos tres lenguas germánicas claramente diferentes: el proto-nórdico, el proto-germánico occidental (s. I a V d. C.) y el germánico oriental (que engloba al gótico, el vándalo y el burgundio, estos dos últimos muy pobremente atestiguados). El proto-germánico occidental más tarde se dividirían en proto-anglofrisio, proto-bajogermánico (istaevónico) y proto-altogermánico (hermiónico), no se conoce con precisión el grado de diferenciación dialectal que tenían esas tres lenguas germánicas occidentales.
El bilingüismo en latín y lenguas germánicas era especialmente importante para los oficiales que comandaban unidades militares reclutadas en áreas donde se hablaban esas lenguas. Tácito observa que Arminio (16 a. C.-21 d. C.), el oficial querusco que después lideró una revuelta contra los romanos que fue desastrosa para éstos, era bilingüe. El emperador Juliano (361 d. C.-363 d. C.) contrató como espía un tribuno militar germánico que era bilingüe. Los oficiales y secretarios que se encargaban de los registros preservados en las placas de Vindolanda (siglo I o II d. C.) era bátavos, pero en su latín no tiene ningún rasgo de ello; sin embargo, los soldados comunes de sus unidades pueden haber seguido utilizando su lengua germánica. Algunos oficiales que hablaban latín aprendían lenguas germánicas en el curso de su servicio y actuaron como intérpretes, pero eso era menos común. El aprendizaje germánico no podía ser visto con buenos ojos, pudiendo levantar sospechas de "barbarismo" - por ejemplo, en la Galia del siglo V, Sidonio Apolinar (430 d. C.-486 d. C.), que nació y vivió en la Lugduno gala, creía raro que su amigo Siagrio se había vuelto fluido en la lengua germánica.

## Pluralidad de lenguas
El trilingüismo probablemente no era inusual entre los individuos educados que eran originarios de regiones donde se hablaba una lengua que no sea el latín o el griego. El escritor latino Apuleyo (125 d. C.-170 d. C.), de origen púnico-numidio, también escribió en griego y de su madre le enseñó púnico. El archivo personal de Babata es un ejemplo sugestivo de multilingüismo práctico. Los papiros que lo constituyen, pertenecientes a una judía que vivió en la provincia de Arabia, datan del período 93 d. C. a 132 d. C. y están escritos principalmente en arameo, la lengua local, escrita con caracteres griegos con influencias semíticas y latinas. Sin embargo, una petición al gobernador romano está escrita en griego.
Un ejemplo notable de multilingüismo y multiculturalismo en el imperio es un epitafio del siglo II de una mujer llamada Regina, descubierta en 1878 cerca del fuerte romano de South Shields, en el noreste de Inglaterra. La inscripción está escrita en latín y arameo palmirense, la lengua del marido de Regina, Baratas, que fue identificado con un puerta-estandarte de Palmira, en Siria, que probablemente pertenecía a una unidad militar estacionada a lo largo de la Muralla de Adriano. Sin embargo, el latín está construido gramaticalmente en la forma usada en las inscripciones honoríficas griegas típicas de Palmira, lo que sugiere que Barates era bilingüe en arameo y griego ya estas lenguas se unió el latín. La parte en latín es mayor, más larga, y contiene la mayor parte de la información. El palmirense está esculpido en una escritura cursiva fluida e informa solo el nombre de Regina y una expresión de dolor. Dado que pocas personas en Britania sabrían leer palmirense, su uso pudo haber sido una forma usada por Barates para afirmar su identidad y sus emociones. Un cuarto elemento lingüístico es el propio nombre de la mujer, que tanto puede ser latino como céltico. Estos nombres parecen haber sido elegidos a menudo por su dualidad deliberada. En el caso de los catuvelauna, los catuvelaunos eran una etnia celta de Britania cuya capital era verulamio, que en la inscripción en latín del epitafio aparece con la grafía galo-británica Catuallauna y no la latina Catuvellauni.

## Distribución geográfica

### Península itálica y Sicilia

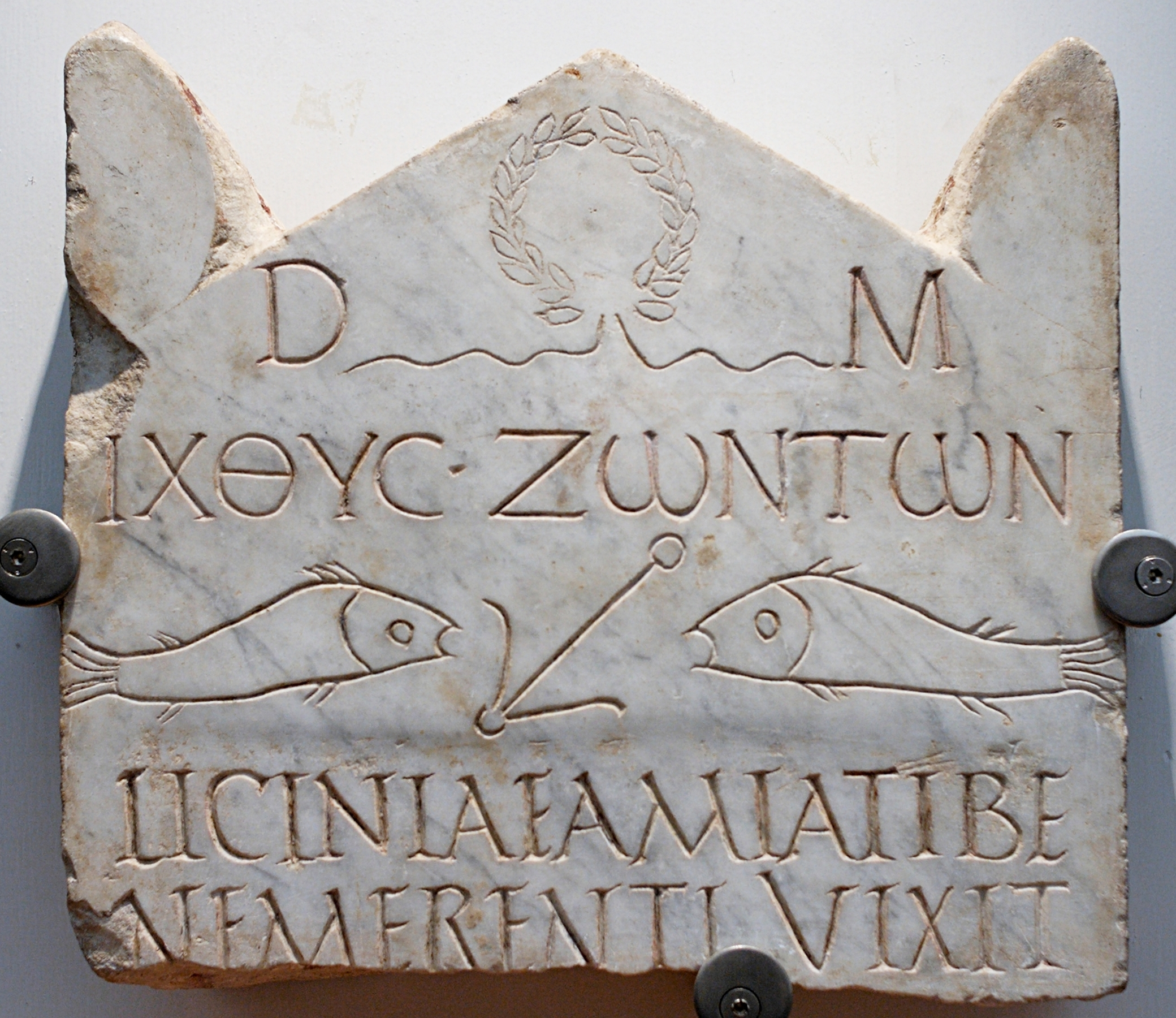
Esquela funeraria del siglo. Una de las más antiguas inscripciones cristianas: la abreviatura D.M. en la cima se refiere a Manes, el antiguo espíritu romano de la muerte, pero acompaña el ancla cristiana y el ichthys simbólico expresado por la frase griega "Pez y vida", seguido por el epitafio del fallecido en latín

En Italia, el uso del latín escrito había sustituido al osco (otra lengua itálica, como el latín) y el etrusco al final del siglo I d. C. Hay grafitis en osco preservados por la erupción del Vesubio del 79 d. C. en Pompeya, que se situaba en una región osca; algunos de ellos pueden ser posteriores a la erupción del 63 d. C. A mediados del siglo I, el emperador Claudio, que era apasionado por antigüedades, sabía etrusco y escribió una obra de varios volúmenes sobre los etruscos, obra que no llegó a nuestros días.
El multilingüismo había sido común en Sicilia durante siglos, debido a las ocupaciones sucesivas por los cartagineses, los griegos y los romanos. Durante el período republicano el tráfico de esclavos llevó a la isla hablantes de griego y otras lenguas de Oriente y en la era imperial el griego era la lengua de las personas con estatuto social más elevado, como oficiales del gobierno y comerciantes. La inmigración a Sicilia al principio del imperio era más frecuente, que se originó más en regiones donde se hablaba el latín que en regiones donde se hablaba el griego. Los hablantes africanos de latín tenían una presencia significativa en la isla. Las inscripciones cristianas en griego son mucho más numerosas que en latín. En la Antigüedad Tardía, el bilingüismo greco-latino era de tal forma común que es posible que pudiera ser adquirido por las interacciones personales del día a día. Aparentemente las comunidades judías de Siracusa fueron bilingües en hebreo y griego. Hay también algunas evidencias del uso de siríaco en Sicilia.

### Provincias occidentales

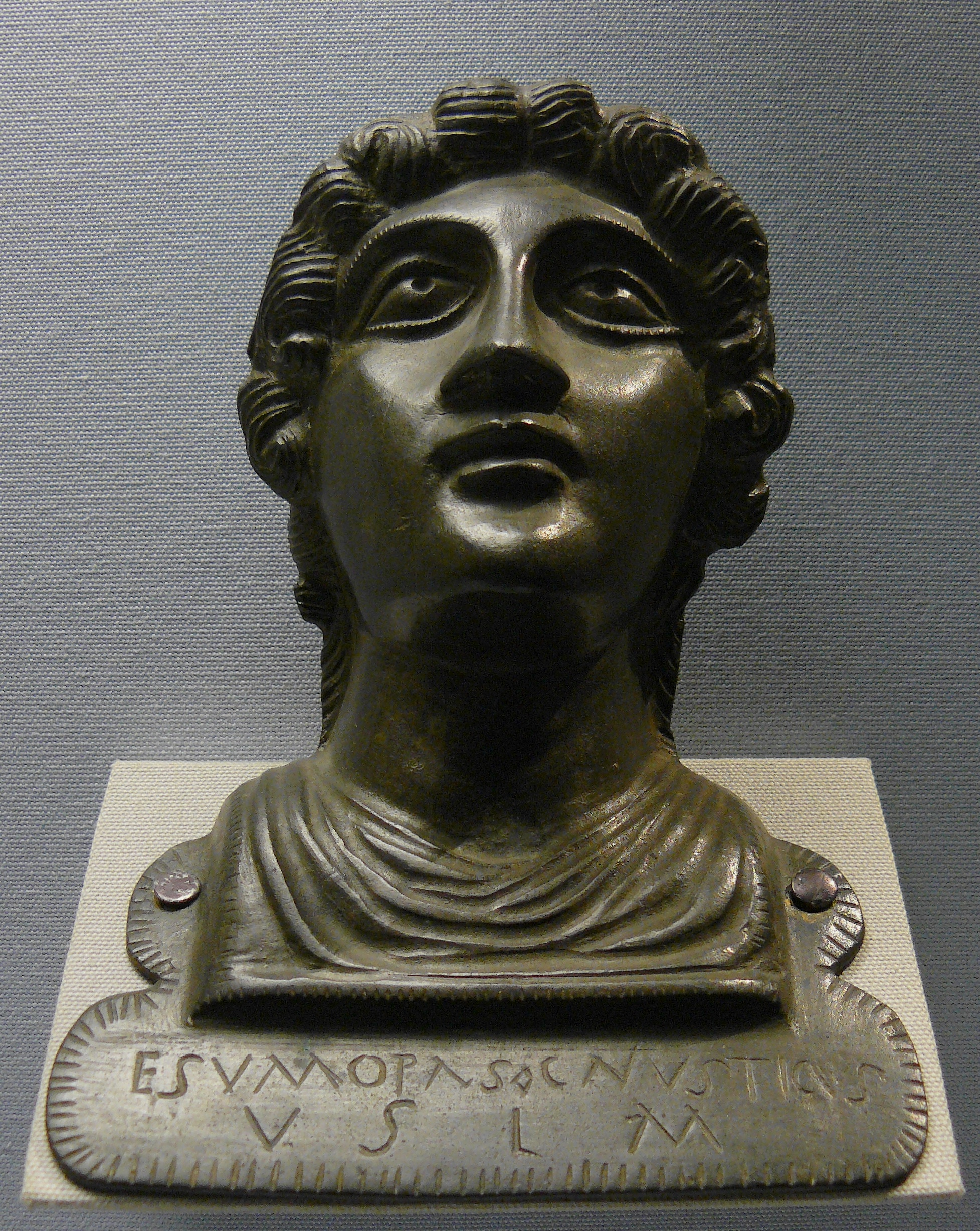
Busto votivo de finales del siglo, con el nombre galo Esumopas Cnuscio y la abreviatura latina VSLM (votum solvit libens merito, "atendido su voto libremente, como merecido")

En la parte occidental del imperio el latín sustituyó gradualmente las lenguas celtas, con las que estaba relacionado con el origen indoeuropeo común. Las semejanzas en la sintaxis y en el vocabulario facilitó la adopción del latín. la Galia mediterránea (sur de Francia) se había vuelto trilingüe, hablando griego, latín y galo, a mediados del siglo I a. C. La importancia del latín para obtener acceso a la estructura del poder gobernante causó la rápida desaparición de las inscripciones en escrituras que habían sido usadas para representar las lenguas locales de la península ibérica (Hispania) y en la Galia. Entre otros aspectos de una cultura galo-romana distinta estaba la creación de textos galo-romanos. En las inscripciones conmemorativas en latín, los individuos con nombres celtas raramente se identifican a ellos mismos como "celtas" o "galos", siendo más común identificar a las personas de su civitas (como los eduos, remos, pictones, etc.) o de su tribu romana como ciudadanos romanos. Algunos escritores importantes de latín nacieron en la península ibérica durante el período imperial, como es el caso de Séneca, Lucano, Quintiliano, Marcial y Prudencio.
La mayor parte de las 136 inscripciones en griego conocidas de la Galia mediterránea (la Galia Narbonense), incluidas las que provienen de locales que originalmente fueron colonias griegas, son posteriores a Augusto. El contenido indica que el griego era cada vez más utilizado para fines específicos como educación, medicina, representación, actividades de combate, arte, magia, religión (cristianismo incluido), etc. Inscripciones de Marsella (antigua Masseria), fundada como una colonia por griegos de la Focea c. 600 a. C. muestran el uso continuado del griego, especialmente en la educación y la medicina, hasta el 2º y 3º siglos de la era imperial. En el siglo IV, el poeta y académico latino Ausonio, natural de Burdígala (actualmente Burdeos), en la Galia Aquitania, decía que su padre, médico, hablaba griego ático con más elocuencia de lo que hablaba latín.
El vasco, una lengua no indoeuropea, sobrevivió en la región de los Pirineos. Los pueblos del suroeste de la Galia y del noreste de Hispania, en lo que actualmente son, por lo general, las regiones de Burdeos y Navarra, eran consideradas por Julio César como diferentes de los celtas y la lengua aquitana que hablaban era una lengua vascónica, y en el caso de las mujeres. Los aquitanos adoptaron el latín después de sometidos por los romanos.
Es probable que el galo se haya hablado en las zonas central y septentrional de la Galia hasta el siglo IV o incluso el siglo V y la Armórica (actual Bretaña), tal vez hasta el siglo VI. El latín no penetró tan significativamente en la Britania y posiblemente y se apagó rápidamente después de la retirada romana cerca del 410 d. C. Las evidencias de la existencia de términos latinos prestados en el británico sugieren que el latín usado en Gran Bretaña romana era académico, y no era usado en las conversaciones del día a día, como sucedía en el continente.

### Norte de África

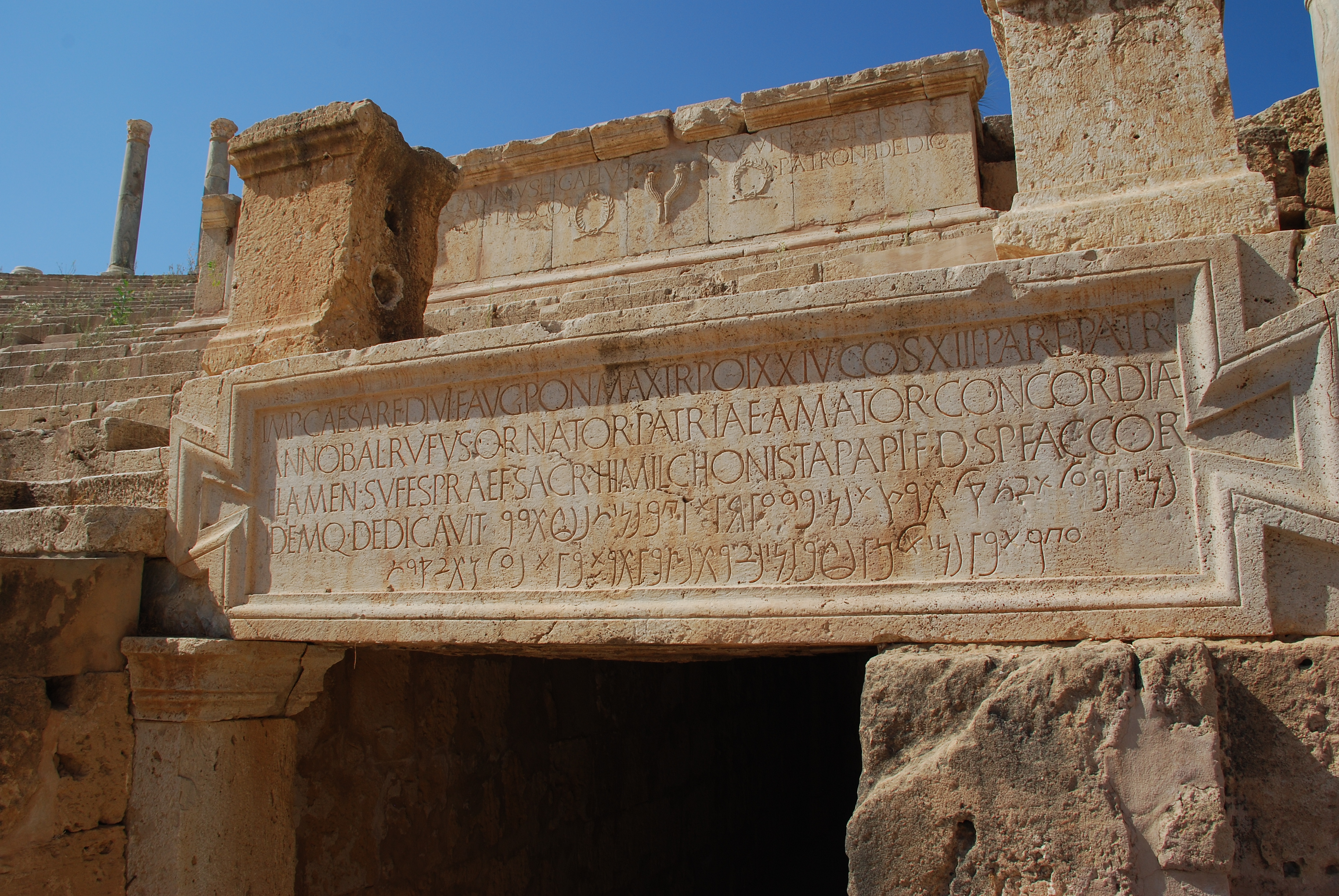
Inscripción latino-púnica en el teatro en Leptis Magna, en la actual Libia

En las provincias de África a occidente de la Cirenaica, una región colonizada por griegos desde el siglo VII a. C., las poblaciones de Cartago y otras excolonias fenicios hablaban y escribía púnico, aunque el latín fuese común en los centros urbanos. Otros norteafricanos hablaban otras lenguas afroasiáticas (líbico o númida), que parecen ser antecesores de algunas lenguas bereberes modernas.
El púnico fue utilizado en leyendas de monedas durante el reinado de Tiberio (14-14 d. C.) y aparecen inscripciones en púnico en edificios públicos hasta el siglo II, algunas de ellas bilingües con latín. También hubo inscripciones trilingües -una de ellas, relacionada con el culto imperial, presenta "el latín oficial, el púnico local y el griego de los mercaderes de paso y de una élite educada y cosmopolita".
Las inscripciones en libio usan una escritura semejante al tifinag usado para escribir el bereber, generalmente escrito verticalmente, de abajo hacia arriba, con 23 caracteres de formas geométricas bastante rígidas. Se encuentran ejemplos bilingües de libio tanto con latín como con púnico, lo que indica que algunas personas que sabían escribir esas lenguas también sabían por lo menos transliterar sus nombres en la escritura libia. Aunque las inscripciones en libio se concentran al sureste de Hipona, cerca de lo que es hoy la frontera entre Argelia y Túnez, su distribución diseminada sugiere que el conocimiento de la lengua no se confinaba a comunidades aisladas.
Entre los escritores africanos notables en latín durante el período imperial hay nombres como el novelista Apuleyo (125-170 d. C.) y los Padres de la Iglesia Tertuliana (160-220 d. C.) y Agustín (354-430 d. C.). El latín continuó siendo usado como primera lengua en el Norte de África por algunas comunidades, particularmente en la región de Cartago, durante el período del Reino Vándalo (435-534 d. C.), pero desapareció a finales del siglo VII con la conquista árabe.

### Egipto

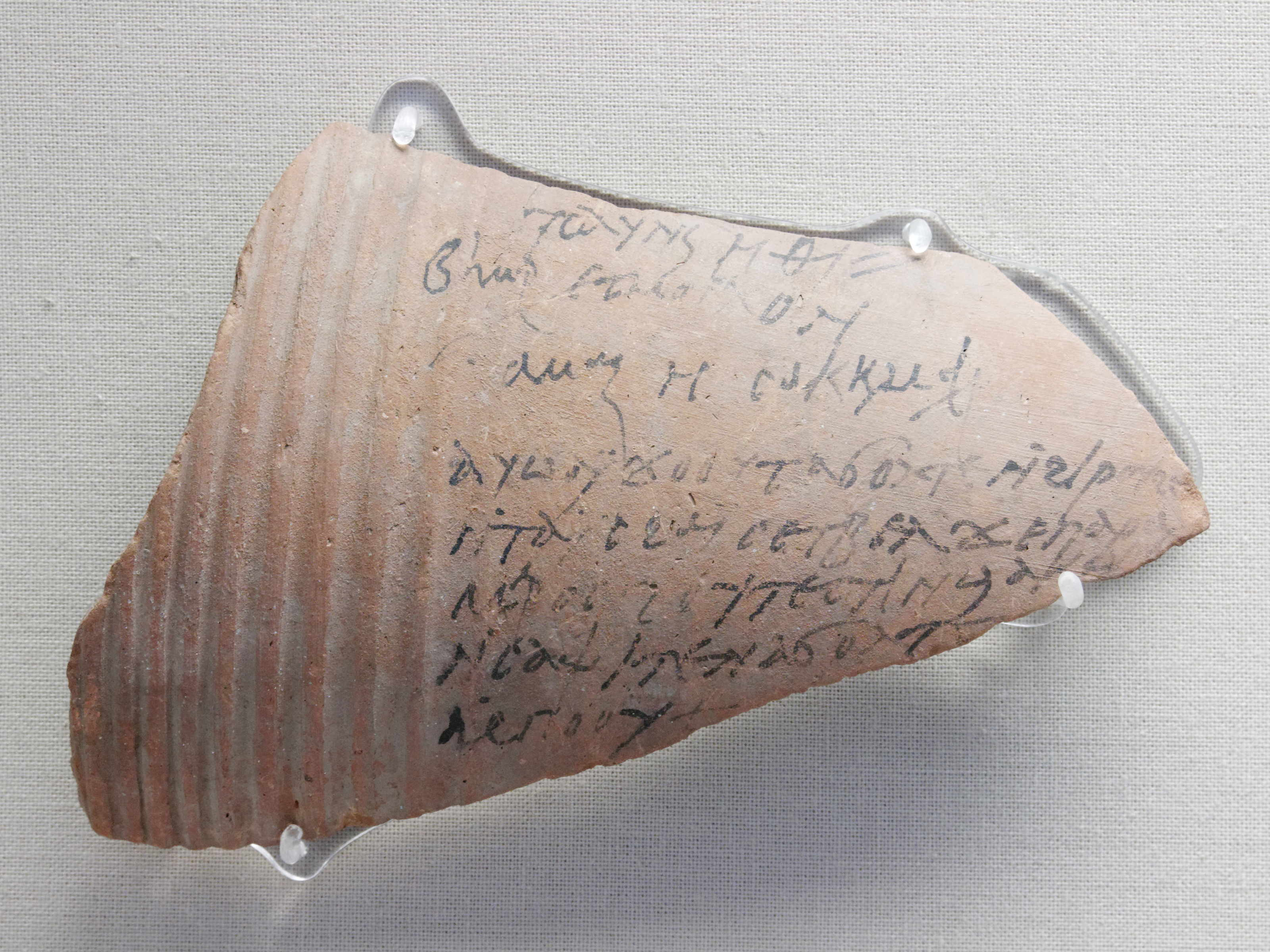
Fragmento de un recipiente de almacenamiento con grabación en copto sobre el transporte de trigo a un molino, datado del 2 de junio de 321 d. C.

En Egipto, la lengua predominante era el copto, pero el griego era usado desde la conquista por Alejandro Magno. Las lenguas administrativas durante el período imperial romano fueron el latín y el griego. Alejandría, fundada en el 331 a. C. bajo el dominio griego y una de las tres ciudades más grandes del Imperio Romano, fue una de las ciudades de proa en la vida intelectual griega durante los períodos helenístico e imperial romano. Célebre por su biblioteca, fue también un centro de diseminación del cristianismo, que se extendió primero entre los hablantes de griego de Egipto.
Después de la conquista islámica, aproximadamente en 700 d. C., el griego fue sustituido por el árabe, la lengua de los conquistadores. El copto comenzó a declinar, conservándose sólo para fines litúrgicos.

### Imperio de Oriente
A pesar de que el griego era de uso común alrededor del Mediterráneo y en Asia Menor, fuera de las fronteras imperiales, la distribución lingüística en la parte oriental del imperio era compleja. Hay inscripciones de la era imperial romana en galo (una forma de celta llevada por los invasores galos del siglo III a. C.), frigio, pisidio y capado, todas lenguas hoy extinguidas de Anatolia. Fuentes cristianas también mencionan la supervivencia del galo, capadocio, misio y del isauro en Asia Menor. Como el griego y el latín, éstas eran lenguas indoeuropeas. El frigio no es nombrado como lengua en textos literarios hasta el siglo VI, pero fue preservado en cerca de un centenar de inscripciones funerarias en escritura griega, la mayor parte de ellas conteniendo también texto en griego y datadas del siglo III. Aparentemente algunas fuentes mencionan una pronunciación capadocia en el habla en griego.
Fuera del medio militar, el latín nunca llegó a ser una lengua del día a día en Oriente. Una excepción a esto fue la colonia romana de Berito (Berytus, la actual Beirut), donde era posible obtener formación en latín, y que ganó fama debido a su escuela de derecho romano.

### Provincias del Danubio y de los montes Balcanes

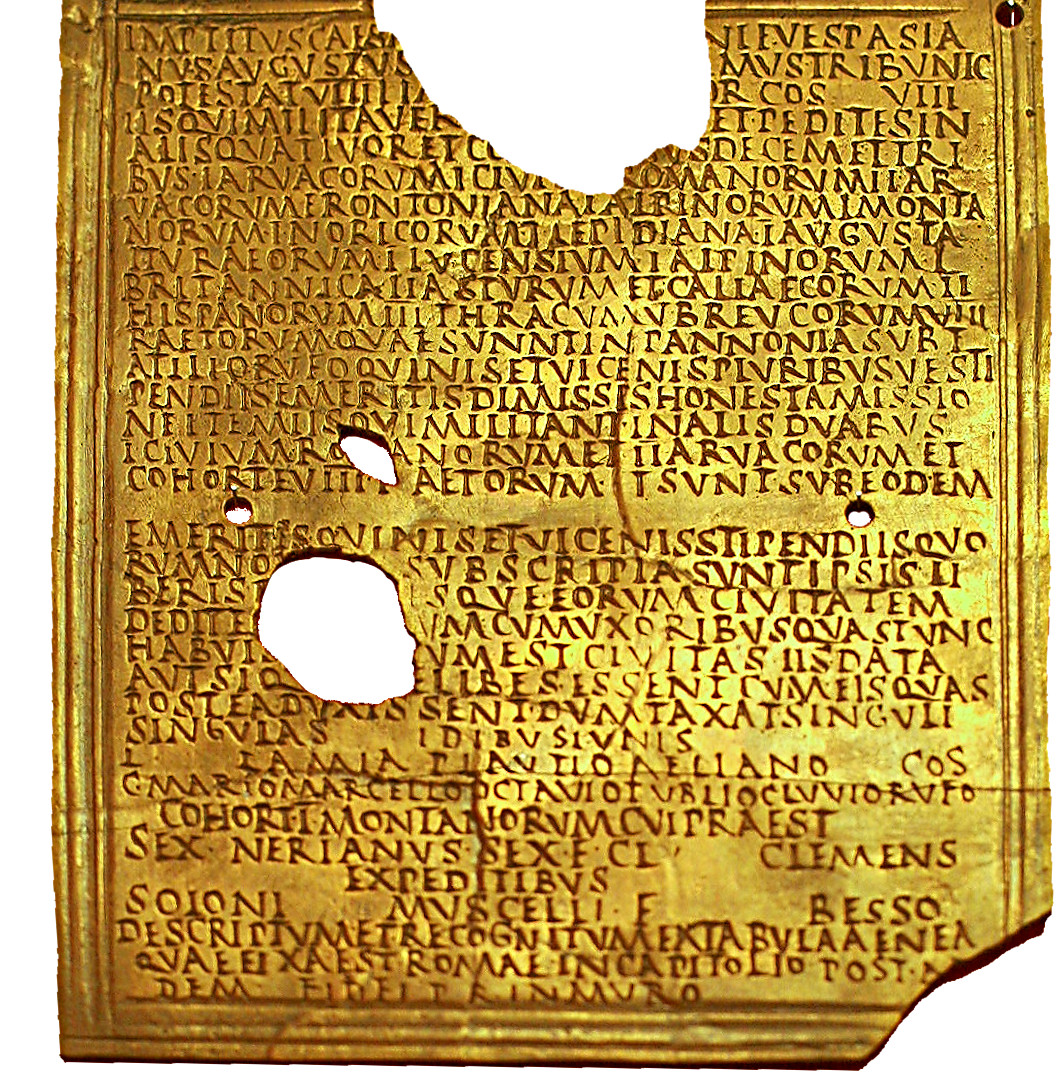
Diploma militar romano en latín del 13 de junio del 80 d. C., de Carnutum, en la provincia danubiana de Nora

Las llamadas provincias del Danubio se situaban en una zona geográfica que incluía el medio y bajo Danubio, los Alpes Orientales, los Alpes Dináricos y la cordillera de los Balcanes. Las provincias en esta región genérica eran la Nórica, Dacia, Dalmacia, Mesia, Tracia, Escitia Menor y Panonia. La influencia relativa del latín versus griego y viceversa en esta área y en los Balcanes en general es a veces demarcada por la llamada Línea Jirecek.
El griego se utilizaba en la parte sur de los Balcanes desde finales del siglo IV a. C., como resultado de las conquistas de Filipo II de Macedonia y de su hijo Alejandro. El macedonio antiguo, posiblemente un dialecto griego, ha sido hablado en algunas partes de lo que es hoy Macedonia del Norte y el norte de Grecia. La lengua usada al norte de esta zona habría sido el peonio y el sur el epirota, ambas escasamente atestiguadas.
Al noroeste se hablaba ilirio, al noreste el tracio y el dacio. Algunos estudiosos piensan que estas tres lenguas, todas indoeuropeas, son formas primitivas del albanés actual. En su exilio en Tomis (actual Constanza, en Rumanía), el poeta Ovidio (43 a. C.-17 d. C.) aprendió el idioma de los getas y el sármata (una forma de escita) y observó que el griego era hablado con una pronunciada pronunciación geta. Las inscripciones de Tomis del período imperial son generalmente en griego, con nombres personales y referencias religiosas.

### Diáspora judaica

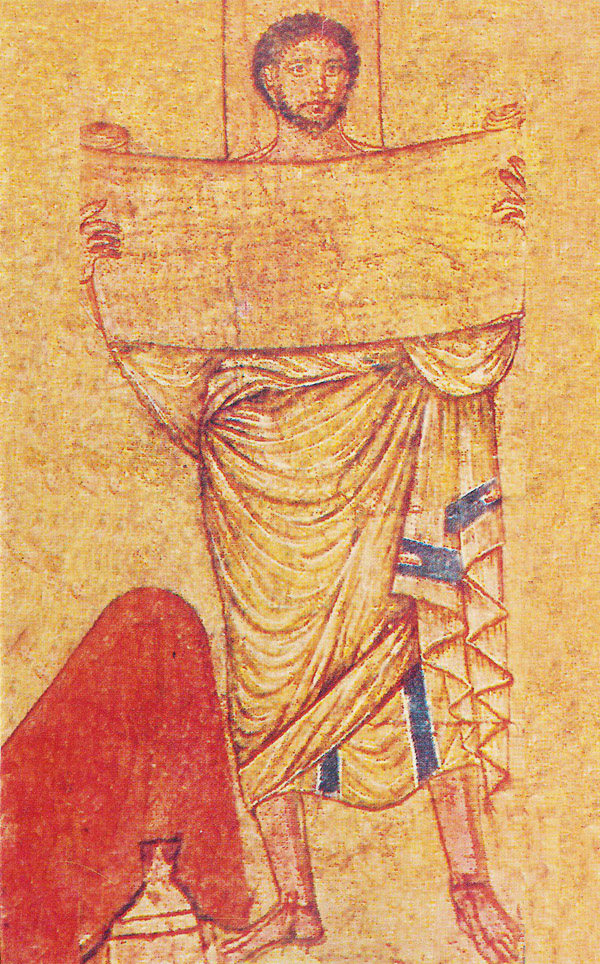
Ezra o Jeremías leyendo un pergamino, en una pintura de la sinagoga de Dura-Europos, siglo

Las inscripciones en griego y latín de judíos atestan el bilingüismo o multilingüismo de los judíos del Imperio Romano y su dispersión geográfica refleja la diáspora judía. Algunas inscripciones pueden tener la marca de Shalom al final. Las evidencias de la presencia de judíos en Egipto son preservadas por papiros hasta la revuelta judía del 116-117 d. C. En la primera mitad del siglo V, el griego coexistió con el latín y el judío-arameo en las comunidades judías de Palestina Prima y Secunda y se encuentra en inscripciones de mosaicos incluso en sinagogas.
Como la Septuaginta, la traducción en griego de la Biblia Hebrea anterior a la era imperial, la literatura judía en griego bajo el Imperio Romano fue escrita mayoritariamente por judíos que hablaban griego. Algunos judíos que escribía en griego durante el final del período helenístico y el inicio del período imperial romano -es decir, el filósofo y el fílon de Alejandría (20 a. C.-50 d. C.) el historiador Josefo (37 d. C.-100 d. C.) - tenían en mente una audiencia que no era compuesta solo por judíos. Los "Oráculos Sibilinos" y el "Libro de la Sabiduría" son ejemplos de literatura judía en griego de ese período.
No llegaron hasta nosotros textos griegos posteriores al año 100 d. C. que puedan ser seguramente atribuidos a autores judíos. Después de esta fecha, los escritos judíos en griego se volvieron irrelevantes para los cristianos, que perdieron así el interés en preservarlos. La tradición de manuscrito de la cultura medieval judía preservó sólo escritos en hebreo y arameo.

### Comunidades cristianas
La "Epístola a Diogneto" afirmaba que la lengua no era un factor determinante en la identidad cristiana; los cristianos podían hablar cualquier lengua. En la Antigüedad Tardía, se había creado literatura cristiana prácticamente en todas las lenguas con uso regular en el imperio, aunque mínima en algunos casos.
El uso internacional del griego fue un factor que posibilitó la diseminación del cristianismo, como indica el ejemplo del uso del griego en las Epístolas de San Pablo. Constantino, el primer emperador en convertirse al cristianismo, presumiblemente sabía algo de griego, pero en su corte se hablaba latín y él usó un intérprete para dirigirse a los obispos que hablaban griego en el Primer Concilio de Nicea. En el Occidente latino cristiano, el griego pasó a ser asociado con el "paganismo" y a ser visto como una lengua extranjera (lengua peregrina). San Agustín confesó que detestaba el griego y lo hallaba difícil de aprender. Sin embargo, en la Antigüedad Tardía era posible hablar griego como primera lengua aunque no considerándose un "heleno" en materia de religión y cultura. En la primera mitad del siglo V, el griego era la lengua estándar con la que los griegos los obispos comunicaban y las Acta Conciliorum (actas de los concilios de la Iglesia) eran originalmente escritas en griego y luego traducidas al latín, siríaco o copto. Durante este período, el latín tenía un papel secundario en los concilios ecuménicos, tal como y en el caso de los obispos del Imperio de Occidente que decían. Aunque tradicionalmente se considera que el armenio se estableció como una lengua cristiana en este tiempo, no aparece en las Acta Conciliorum. Hay indicios de que el copto pudo haber sido en los concilios, pero no hay registros seguros de ello. En los concilios estaba disponible traducción simultánea para griegos para los participantes que usasen su propia lengua, como algunos que se denominan árabes, sarracenos o ismaelitas. Se encontró contenido cristiano en algunas inscripciones del siglo VI en árabe.

## Idioma ritual

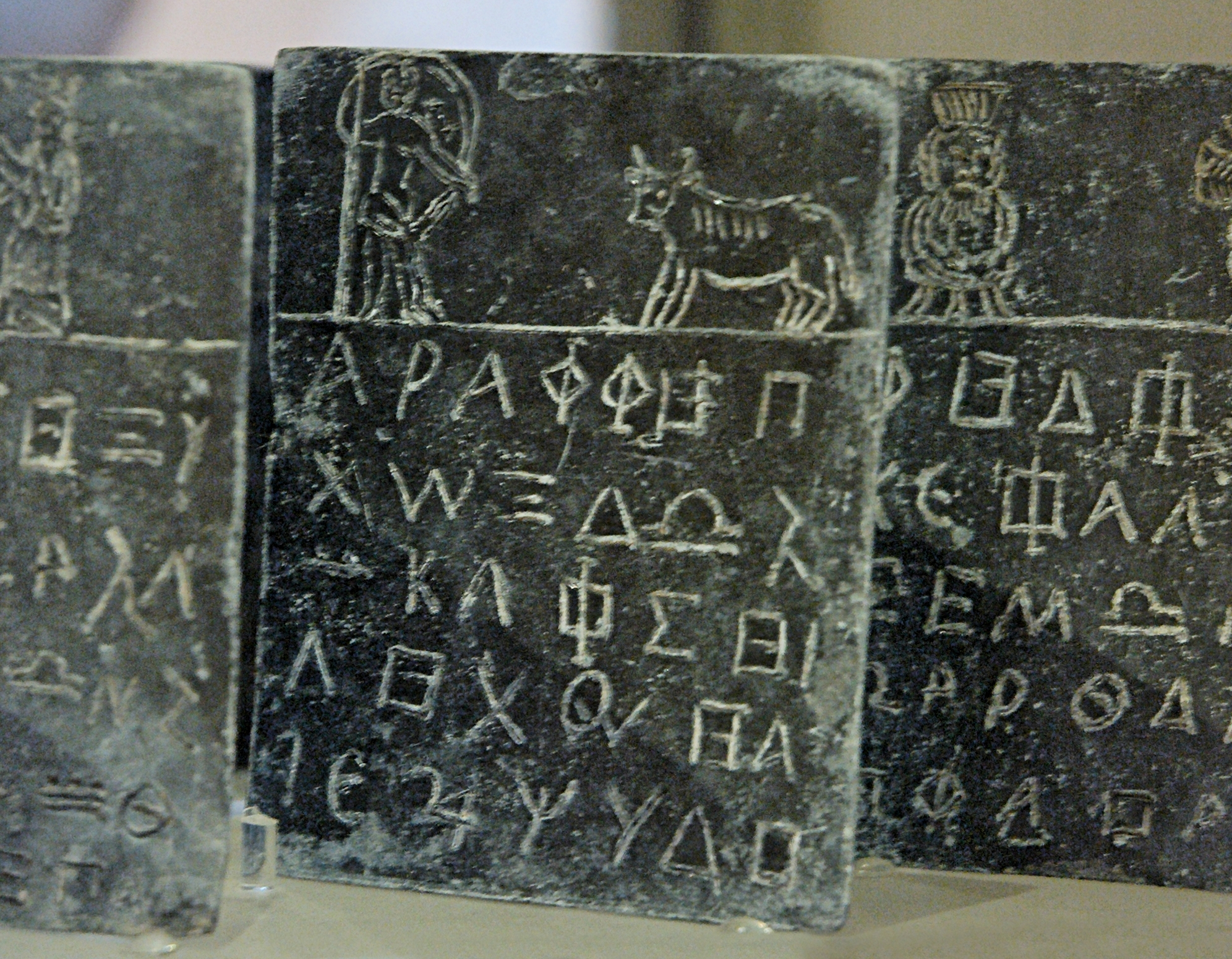
Tablillas con inscripciones sobre magia, datadas del 300-500 d. C.

La forma de ritual privado o personalizado caracterizado como "magia" podía ser conducida en una mezcla de lenguas. La magia e incluso algunas terapias para enfermedades casi siempre envolvían encantamientos o recitación de hechizos (carmina), frecuentemente acompañados por la creación ritualizada de tablas con inscripciones (lamellae) o amuletos. Estos objetos y usos son conocidos tanto por la arqueología y los textos escritos como los "Papiros Mágicos Griegos" (en latín: Papyri Graecae Magicae), una colección de hechizos escritos entre los siglos II a. C. y el V d. C. Aunque Augusto tuvo varios intentos de acabar con la magia quemando 2 000 libros esotéricos al inicio de su reinado, las prácticas mágicas estaban ampliamente diseminadas por todo el mundo grecorromano y atestiguan una percepción del multilingüismo entre los pueblos del imperio. Los hechizos no eran traducidos porque se pensaban que su eficacia residía en sus palabras exacta, lenguas como el galo pueden así haber persistido para fines rituales privados cuando ya no eran usadas en el día a día.
Los Papiros Mágicos Griegos reflejan el sincretismo greco-egipcio, incorporando no solo las religiones griega y egipcia, sino también elementos de Oriente Medio, que incluyen magia judía y pitadas de magia cristiana, evocando las divinidades griegas y egipcias, el Dios y los ángeles de los judíos. Los papiros están escritos principalmente en griego, con pasajes sustanciales en egipcio demótico y ciertas cadenas de sílabas insertadas en el medio del texto que son "pronunciables, pero no son inteligibles. "Estas voces magicae ("palabras "mágicas") ocurren en todos los textos e inscripciones mágicas y a menudo sugieren ser corruptelas de copta o egipcio, hebreo, arameo u otras lenguas semíticas o celtas. El hebreo y el griego aparecen en texto mágicos demóticos; la magia copta incorpora hebreo; el egipcio aparece en hechizos en latín. Muchas voces magicae pueden ser neologismo u oscurantismo deliberados, pero algunos estudiosos teorizaron que los pasajes más reconocibles pueden ser el producto de transmisión mal entendida tanto en la copia de fuentes escritas como en la transcripción de material oral.
Las inscripciones para la práctica de magia en la Galia muestran el uso característico de hechizos griegos en el período imperial. Una tabella defixionis ("tabla de maldición") del siglo II de Augustoduno (actual Autun) enumera los nombres de los que se quiere maldecir en latín, un par de palabras mágicas en griego y una serie de voces mágicas. Un desfase encontrado en Amélie-les-Bains (suroeste de Francia) parece compuesto en celta con bocados de latín. Una lamella de la Britania romana fue interpretada como hebreo escrito con alfabeto griego.
Los cristianos de la Antigüedad Tardía pudieron haber insertado el hebreo en los exorcismos griegos. San Jerónimo registró una historia bizarra acerca de un hombre bilingüe en franconio y en latín de los Candidati del cuerpo de guardaespaldas del emperador que, en un estado de posesión demoníaca, comenzó a hablar un arameo perfecto, una lengua que él no conocía.

## El idioma del derecho
Las leyes romanas se escribían en latín y la "letra de la ley" estaba estrictamente ligada a las palabras en las que se expresaba. Sin embargo, cualquier lengua podía ser usada en contratos verbales y procedimientos jurídicos más genéricos basados en ius gentium (derecho romano aplicado a extranjeros) o leyes internacionales. El jus gentium no era un código legal escrito, pero se cree que existió entre todos los pueblos como forma de derecho natural. Los juristas romanos mostraron interés por las lenguas locales como el púnico, el galo y el arameo para asegurarse del correcto entendimiento y aplicación de las leyes y contratos.
Los certificados de nacimiento y testamentos de los ciudadanos romanos eran obligatoriamente escritos en latín hasta la década del 220 d. C., pero en opinión del jurisconsulto Ulpiano (c. 215 d. C., las fideicommissa (fideicomisos) no eran sólo en latín o griegos, pero también podían crearse en púnico, galo o cualquier otra lengua. En un principio, un probador de una fideicommisum colocaba su herencia bajo una obligación moral y no legal, y Ulpiano afirmó que "cualquier tipo de habla contiene la obligación de las respetadas palabras, siempre que cada parte comprenda la lengua de la otra por sí misma o a través de intérpretes precisos. El jurisconsulto Gaio distinguía entre contratos verbales cuya validez derivaba de formulación expresa en latín y obligaciones que expresaban una comprensión mutua del jus gentium, independientemente de las partes ser o no romanas.

## Legado lingüístico

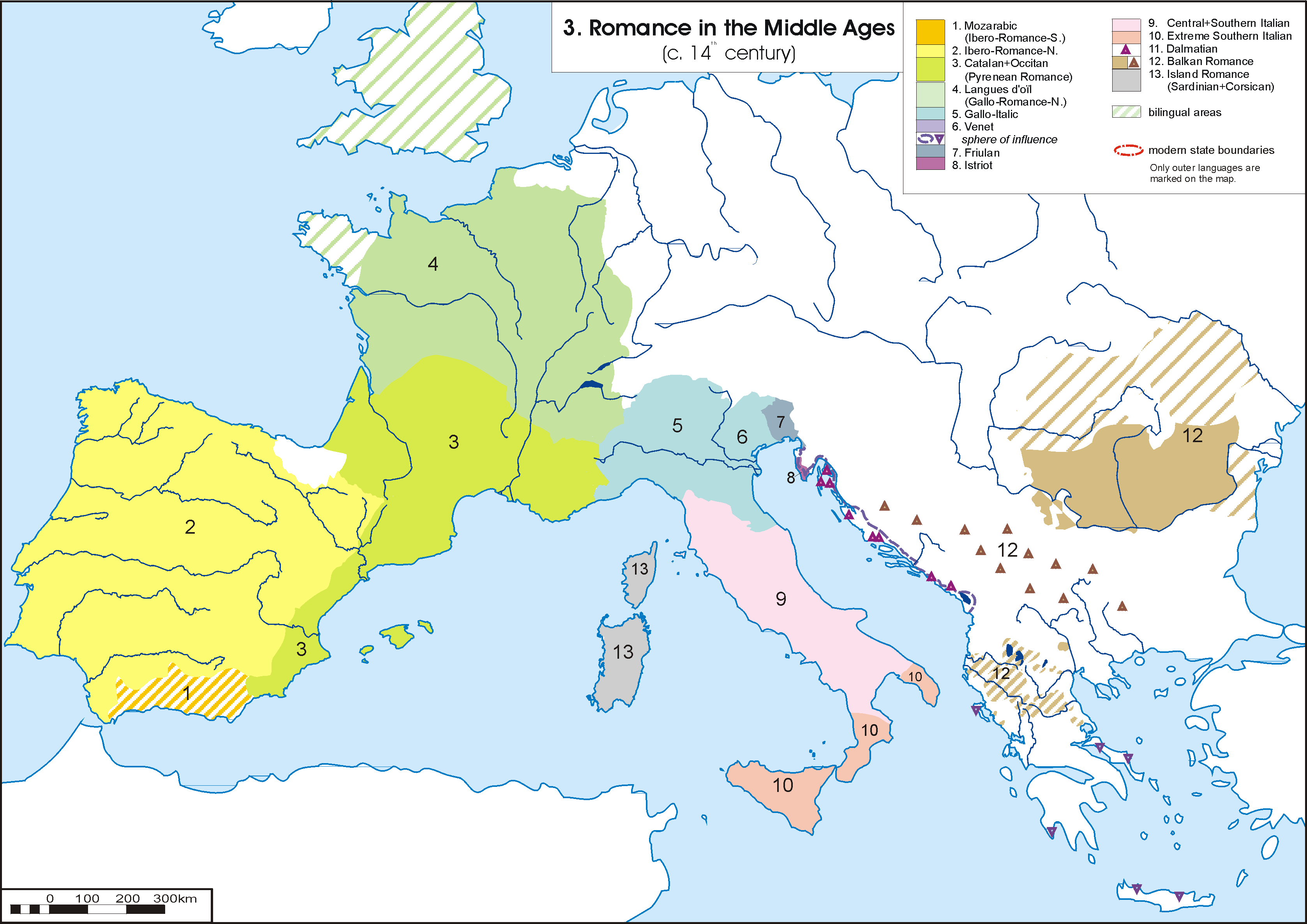
Mapa con la distribución de las lenguas románicas del siglo

Después de la descentralización del poder político en la Antigüedad tardía, el latín se desarrollado a nivel local en las provincias occidentales en ramas que se han convertido en las lenguas romances actuales, como el portugués, el español, el catalán, el francés, el italiano o el rumano. Las regiones pertenecientes al imperio donde las lenguas neolatinas no se desarrollaron o desaparecieron, fueron denominadas como la Romania submersa.
El latín continuó un medio de expresión activo como lengua internacional de conocimiento y literatura, para la diplomacia y para los desarrollos intelectuales identificados con el humanismo del Renacimiento hasta el siglo XVII y hasta el presente en el derecho y en la Iglesia Católica.
El griego se mantuvo como la lengua del Imperio Bizantino pero nunca sustituyó ciertas lenguas afroasiáticas con las que había coexistido hace mucho, sobre todo el copto en Egipto y el arameo en Siria y en la Mesopotamia.

## Lista de lenguas del imperio Romano
Se tiene constancia de más de 70 lenguas diferentes habladas en los territorios que alguna vez formaron parte del Imperio romano. El proceso de romanización que tuvo lugar en los territorios controlados de manera prolongada por el Imperio Romano comportó en muchos de ellos un proceso de sustitución lingüística que llevó a la desaparición de las lenguas autóctonas. Sin embargo, este proceso no fue siempre de corta duración y típicamente se prolongó durante diversas generaciones e incluso siglos, en los que el bilingüismo con el latín o incluso el multilingüismo fue frecuente.
La mayor parte de lenguas en la parte europea del Imperio romano eran lenguas indoeuropeas de los grupos anatolio, celta, germánico, greco-armenio e itálico, además de algunas otras lengua indoeuropeas más difíciles de clasificar (a veces llamadas lenguas paleobalcánicas). Aunque también están testimoniadas lenguas no indoeuropeas autóctonas como el aquitano y las lenguas tirsénicas, cuyo principal representante es el etrusco. En el norte de África y Oriente Próximo, también tienen presencia muchas ramas de las lenguas afroasiáticas (egipcio, bereber y semítico). La siguiente es una lista de lenguas habladas en el interior del imperio romano:
| Clasificación                      | Clasificación                      | Lengua              | Comentarios | Provincia/ Territorio                   |
| ---------------------------------- | ---------------------------------- | ------------------- | --- | --------------------------------------- |
| Anatolio                           | Lidio                              | Lidio               | Testimoniado en más de 60 inscripciones. | Lidia                                   |
| Anatolio                           | Licio-Luvita                       | Licio               | Bien documentada unas 150 inscripciones, principal lengua no griega de Anatolia meridional. Emparentado con el antiguo luvita.                                                               | Licia                                   |
| Anatolio                           | Licio-Luvita                       | Cario               | Testimoniada en decenas de inscripciones, mal conocida. | Caria                                   |
| Anatolio                           | Licio-Luvita                       | Isaurio             | Mal conocido, existe evidencia epigráfica hasta el siglo V d. C. | Isauria                                 |
| Anatolio                           | Pisidio-Sidético                   | Pisidio             | Existen unas 30 de inscripciones. | Pisidia                                 |
| Anatolio                           | Pisidio-Sidético                   | Sidético            | Mal conocida solo por 6 inscripciones procedentes de Side (Pamfilia). | ciudad de Side                          |
| Anatolio                           | Otras                              | Misio               | Muy mal conocida, una posible inscripción. | Misia                                   |
| Anatolio                           | Otras                              | Capadocio           | Mal conocido, sobrevivió hasta el siglo VI d. C. | Capadocia                               |
| Celta                              | Hispanocelta                       | Celta Galaico       | Testimoniado sólo en topónimos y antropónimos. | Hispania                                |
| Celta                              | Hispanocelta                       | Celtíbero           | Testimoniado en numerosas inscripciones. | Hispania                                |
| Celta                              | Celta insular                      | Britónico           | Antecesor del galés, el córnico, el cúmbrico y el bretón. | Britania                                |
| Celta                              | Galocelta                          | Galo                | Existen numerosas inscripciones en un alfabeto basado en el griego, posiblemente existían diversos dialectos divergentes entre sí. Se mantuvo al menos hasta el siglo V d. C.                | Galia                                   |
| Celta                              | Galocelta                          | Gálata              | Tiene su origen en pueblos gálicos que emigraron hacia Turquía en el siglo III a. C. | Galatia (Turquía)                       |
| Celta                              | Galocelta                          | Nórico              | Tiene su origen en pueblos gálicos que emigraron hacia el este | Noricum (Austria, Eslovenia)            |
| Celta                              | Galocelta                          | Lepóntico           | Testimoniada en unas 40 inscripciones, muchas de ellas fragmentarias. | Norte de Italia, Galia                  |
| Germánico                          | Bajogermánico                      | Antiguo fráncico    | Hacia el siglo VIII ya estaba diversificado en diversas lenguas franconias. | N. de Galia                             |
| Germánico                          | Bajogermánico                      | Sajón antiguo       | Hablado en Sajonia, testimoniado a partir del siglo VIII. | Sajonia                                 |
| Germánico                          | Anglofrisio                        | Inglés antiguo      | Hablado por los anglos que invadieron Britania en el s. V d. C. | Britania                                |
| Germánico                          | Altogermánico                      | Lombardo            | Pueblo germano que penetró en el imperio en el siglo II, posteriormente formarían el reino lombardo                                                                                          | Germania, Panonia, Italia               |
| Germánico                          | Altogermánico                      | Alto alemán antiguo | Hablado por diversas tribus germánicas que invadieron el imperio a partir del siglo IV d. C.                                                                                                 | Germania                                |
| Germánico                          | Germánico oriental                 | Gótico              | Bien documentada, Biblia de Ulfilas. Lengua étnica de visigodos y ostrogodos. | Dacia, Mesia, Italia, Hispania.         |
| Germánico                          | Germánico oriental                 | Vándalo             | Mal testimoniado, conocido sólo indirectamente. | Galia, Hispania, África.                |
| Germánico                          | Germánico oriental                 | Burgundio           | Mal testimoniado, conocido sólo indirectamente. | Galia, Germania.                        |
| Iranio                             | Occidental                         | Parto               | Lengua irania noroccidental diferente del persa, lengua étnica de los persas. | Parthia                                 |
| Iranio                             | Occidental                         | Persa medio         | Lengua de la dinastía sasánida, en la administración sin embargo se empleaba el arameo. Era una lengua irania suroccidental.                                                                 | Persia                                  |
| Iranio                             | Oriental                           | Escito-Sármata      | Lengua mal conocida, se conoce fundalmente por topónimos y nombres propios. Existe un descendiente moderno: el osetio.                                                                       | Scythia, Sarmatia                       |
| Itálico                            | Latino-falisco                     | Latín               | Principal lengua escrita del imperio, base de la lengua culta | Todo el imperio                         |
| Itálico                            | Latino-falisco                     | Protorromance       | Lengua coloquial dialectalemente diversa hablada a finales del imperio. | Todo el imperio.                        |
| Itálico                            | Latino-falisco                     | Falisco             | Testimoniado por varias inscripciones, era la lengua itálica más cercana al latín. | Tuscia                                  |
| Itálico                            | Latino-falisco                     | Sículo              | Testimoniado en el s. V a. C. por unas pocas inscripciones. | Sicilia                                 |
| Itálico                            | Latino-falisco                     | Venético            | Lengua conocida por 300 inscripciones, generalmente clasificada entre las lenguas itálicas en la rama latinofalisca o lengua Indoeuropea independiente.                                      | Véneto                                  |
| Itálico                            | Osco-umbro                         | Osco                | Dialectalmente diversificado, y bien documentado por cinco inscripciones largas contenidas en tablas y varias inscripciones breves.                                                          | Italia meridional                       |
| Itálico                            | Osco-umbro                         | Umbro               | Bien conocida por una inscripción larga (las Tablas Eugubinas) y diversas inscripciones breves.                                                                                              | Umbria                                  |
| Itálico                            | Osco-umbro                         | Piceno meridional   | Testimoniado por unas 50 inscripciones | Sur de Piceno                           |
| Itálico                            | Osco-umbro                         | Marrucino           | Testimoniado en una inscripción de bronce. | Abruzos                                 |
| Itálico                            | Osco-umbro                         | Peligno             | Testimoniado en unas pocas inscripciones. | Norte de Samnio                         |
| Itálico                            | Osco-umbro                         | Marso               | Testimoniado por unas pocas inscripciones breves. | Abruzos                                 |
| Itálico                            | Osco-umbro                         | Ecuo                | Testimoniado por tres inscripciones. | Noreste de Latium                       |
| Itálico                            | Osco-umbro                         | Érnico              | Testimoniado por dos inscripciones breves. | Sudeste de Latium                       |
| Itálico                            | Osco-umbro                         | Volsco              | Testimoniado por una inscripción larga. | Sudeste de Latium                       |
| Itálico                            | Osco-umbro                         | Vestino             | Testimoniado por unas inscripciones breves o glosas. | Abruzos                                 |
| Itálico                            | Osco-umbro                         | Sabino              | Testimoniado por glosas. | Sabinia                                 |
| Itálico                            | Osco-umbro                         | Presamnita          | Testimoniado por unas inscripciones breves, en un área rodeada por el osco, no es seguro que sobreviviera al período romano, ya que pudo haber sido desplazado por el osco para ese momento. | Sur de Campania                         |
| Griego                             | Griego                             | Griego ático        | Principal lengua griega que sirvió para el griego helenístico. | Grecia, Egipto, Anatolia                |
| Griego                             | Griego                             | Griego eólico       | Lengua griega hablada en Tesalia, Beocia y algunos enclaves, fue progresivamente desplazada por el griego helenístico.                                                                       | Asia Menor, Tesalia, Beocia             |
| Griego                             | Griego                             | Griego dórico       | Lengua griega hablada en el Peloponeso y algunos enclaves, fue en gran parte por el griego helenístico, el moderno tsakonio sería un descendiene directo.                                    | Peloponeso                              |
| Griego                             | Griego                             | Antiguo macedonio   | Se conocen más de 700 palabras, parece una lengua de la rama griega o un dialecto del griego dórico.                                                                                         | Macedonia                               |
| Albánico                           | Albánico                           | Proto-albanés       | Forma arcaica del albanés hablada en Iliria. | Iliria                                  |
| Albánico                           | Albánico                           | Ilirio              | No se conocen inscripciones aunque sí numerosos topónimos y nombres propios, parece relacionado con el mesapio y el proto-albanés.                                                           | Iliria                                  |
| Albánico                           | Albánico                           | Mesapio             | Testimoniado por unas 600 inscripciones, parece relacionado con el ilirio y el proto-albanés.                                                                                                | Apulia                                  |
| Daco-tracio                        | Daco-tracio                        | Dacio               | Testimoniado por pocas inscripciones, varios topónimos, nombres propios y el substrato prerromano en el rumano, estaba relacionado con el tracio.                                            | Dacia                                   |
| Daco-tracio                        | Daco-tracio                        | Tracio              | Testimoniado por pocas inscripciones, varios topónimos y nombres propios, estaba relacionado con el dacio.                                                                                   | Tracia                                  |
| Otras lenguas indoeuropeas         | Otras lenguas indoeuropeas         | Antiguo armenio     | Hablado en el antiguo reino de Armenia incorporado durante algunos períodos al imperio. | Armenia romana                          |
| Otras lenguas indoeuropeas         | Otras lenguas indoeuropeas         | Lusitano            | Testimoniado en unas pocas inscripciones. Lengua claramente indoeuropea posiblemente italo-céltica.                                                                                          | O. de Hispania                          |
| Otras lenguas indoeuropeas         | Otras lenguas indoeuropeas         | Frigio              | Lengua conocida por unas 200 inscripciones, habría sobrevivido hasta el s. IV d. C. Se ha sugerido que está emparentada con el griego.                                                       | Frigia                                  |
| Otras lenguas indoeuropeas         | Otras lenguas indoeuropeas         | Peonio              | Lengua mal conocida, sólo se conocen antropónimos y testimonios indirectos, habría sobrevivido hasta el s. IV d. C.                                                                          | Peonia                                  |
| Otras lenguas indoeuropeas         | Otras lenguas indoeuropeas         | Belga               | Testimoniado por la toponimia y mencionado por Júlio César como diferente del galo (tal vez italocéltica).                                                                                   | Gallia Belgica                          |
| Karveliano                         | Zanuri                             | Colquidio           | Antecesor de los modernos laz y mingreliano entre los siglos VI a. C. y IV d. C. | Cólquida                                |
| Túrquico                           | Occidental                         | Ávaro               | Lengua túrquica ancestral hablado por los ávaros. | Balcanes, Dacia                         |
| Afroasiático                       | Bereber                            | Libio               | Lengua emparentada con el bereber oriental | Libya                                   |
| Afroasiático                       | Bereber                            | Numidio             | Testimoniada en diversas inscripciones en Túnez, relacionado con las lenguas bereberes septentrionales.                                                                                      | Numidia, Mauretania                     |
| Afroasiático                       | Egipcio                            | Demótico            | Lenguas descendiente del antiguo egipcio, que era la lengua coloquial usada durante los período helenístico y romano en Egipto.                                                              | Egipto                                  |
| Afroasiático                       | Semítico                           | Arameo              | Principal lengua en el área más oriental del imperio. | Syria, Arabia, Assyria, Mesopotamia     |
| Afroasiático                       | Semítico                           | Asirio-Babilonio    | Forma tardía de acadio usado en registro escrito hasta el s. II d. C. | Assyria, Mesopotamia                    |
| Afroasiático                       | Semítico                           | Fenicio-Púnico      | Lengua de Cartago, Líbano y Malta además de algunos enclaves en la costa. | Syria, Carthago                         |
| Afroasiático                       | Semítico                           | Hebreo              | Usado básicamente como lengua litúrgica, testimoniada en los manuscritos del Mar Muerto y en la redacción de la Mishná.                                                                      | Judea                                   |
| Afroasiático                       | Cushítico                          | Blemmita            | Posiblemente lengua antecesora del moderno bedya. | Nubia                                   |
| Tirsénico                          | Tirsénico                          | Etrusco             | Lenguas bien testimoniada extinta hacia el s. I d. C. | Italia                                  |
| Tirsénico                          | Tirsénico                          | Rético              | Lenguas hablada en el norte de Italia, posiblemente emparentada con el etrusco | Italia                                  |
| Tirsénico                          | Tirsénico                          | Lemnio              | Lengua hablada en Lemnos y testimoniada en el s. VI a. C., se desconoce cuándo se extinguió                                                                                                  | Grecia                                  |
| Lenguas aisladas o no clasificadas | Lenguas aisladas o no clasificadas | Aquitano            | Antecesor del euskera, pobremente testimoniado. | Hispania, Galia                         |
| Lenguas aisladas o no clasificadas | Lenguas aisladas o no clasificadas | Ibérico             | Posiblemente varias lenguas relacionadas. | E. de Hispania                          |
| Lenguas aisladas o no clasificadas | Lenguas aisladas o no clasificadas | Turdetano           | No testimoniado existen menciones a su lengua. Se desconoce si pudo ser una lengua emparentada con el ibérico, o un descendiente del tartesio.                                               | S. de Hispania                          |
| Lenguas aisladas o no clasificadas | Lenguas aisladas o no clasificadas | Antiguo ligur       | Lengua conjeturada sobre elementos toponímicos del SE de Francia | E. Gallia Narbonensis, Liguria (Italia) |
| Lenguas aisladas o no clasificadas | Lenguas aisladas o no clasificadas | Piceno de Novilara  | Lengua conocida por 4 inscripciones, no parece una lengua indoeuropea, pendiente de clasificación.                                                                                           | Novilara (Italia)                       |
| Lenguas aisladas o no clasificadas | Lenguas aisladas o no clasificadas | Paleosardo          | Lengua conocida solo por elementos toponímicos, mal conocida. | Cerdeña                                 |
| Lenguas aisladas o no clasificadas | Lenguas aisladas o no clasificadas | Camúnico            | Lengua conocida por unas 170 inscripciones breves, datadas entre el 500 a. C. y el 50 d. C., en alfabeto etrusco en Valle Camónico.                                                          | Val Camonica (Italia)                   |
| Lenguas aisladas o no clasificadas | Lenguas aisladas o no clasificadas | Eteocretense        | Lengua conocida por media docena de inscripciones alfabéticas, datadas entre el 800 a. C. y el 300 d. C., se desconoce si en época romana seguía viva la lengua.                             | Creta                                   |
| Lenguas aisladas o no clasificadas | Lenguas aisladas o no clasificadas | Licaonio            | Lengua mencionada en la Biblia y hablada en Mistra en el siglo I d. C., tal vez fuera una lengua anatolia.                                                                                   | Licaonia                                |
| Lenguas aisladas o no clasificadas | Lenguas aisladas o no clasificadas | Húnico              | Lengua ancestral de los hunos, hablada entre los siglos IV y V d. C., existen diferentes propuestas de clasificación.                                                                        | Balcanes                                |